# Flèche de Notre-Dame de Paris
La flèche de Notre-Dame de Paris est la flèche qui surmonte la croisée du transept de la cathédrale Notre-Dame de Paris.
Au cours de son histoire, la cathédrale connaît trois flèches : la flèche médiévale construite au XIIIe siècle est fragilisée par les intempéries et démontée à la fin du XVIIIe siècle ; la seconde, construite par Eugène Viollet-le-Duc et inaugurée en août 1859, s'effondre en avril 2019 au cours d’un important incendie qui ravage les combles de la cathédrale.
La question de la construction éventuelle d'une troisième flèche fait débat dans les mois suivant l'incendie. Une reconstruction à l'identique est finalement préférée en juillet 2020. La flèche contemporaine est reposée en fin d'année 2023.

## Flèche d’origine
Une première flèche médiévale est édifiée au-dessus de la croisée du transept au XIIIe siècle à une date discutée. Elle repose sur un système de charpentes « fort ingénieux et bien conçu », selon les constatations faites en examinant la souche subsistant à son emplacement en 1858, juste avant la reconstruction, : toutes les pressions reposent sur les quatre piliers du transept. Ornement d'importance, cette flèche exerce aussi la fonction d'un clocher doté, au début du XVIIe siècle, de « six petites cloches, non comprise la cloche de bois ». La flèche est recouverte de plomb. Sa hauteur de la flèche au-dessus du comble jusqu'à la tête du coq est de 104 pieds. Elle s'élève à 83 mètres au-dessus du sol de la cathédrale d'après Dany Sandron.
En mars 1606, en raison du vent et du pourrissement de la charpente, la grande croix qui la surmontait tombe avec les reliques placées dans la pointe de la flèche. Celle-ci commence à s'affaisser dès le milieu du XVIIIe siècle sous l'action du vent. Elle est démontée après 1792 d'après Ferdinand de Guilhermy et Eugène Viollet-le-Duc. Dubu précise que le démontage de la flèche est décidé par le gouvernement révolutionnaire en 1793 pour récupérer les plaques de plomb. La flèche n'apparaît plus dans aucune représentation de la cathédrale à partir de 1797. Viollet-le-Duc attribue le démontage de la flèche à l'architecte Étienne-Hippolyte Godde.

La cathédrale avec sa flèche d’origine, représentée sur des plans historiques et en peinture
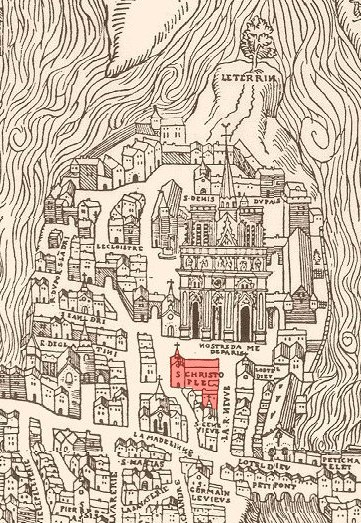
La cathédrale sur le plan de Truschet et Hoyau, dit plan de Bâle (1553).
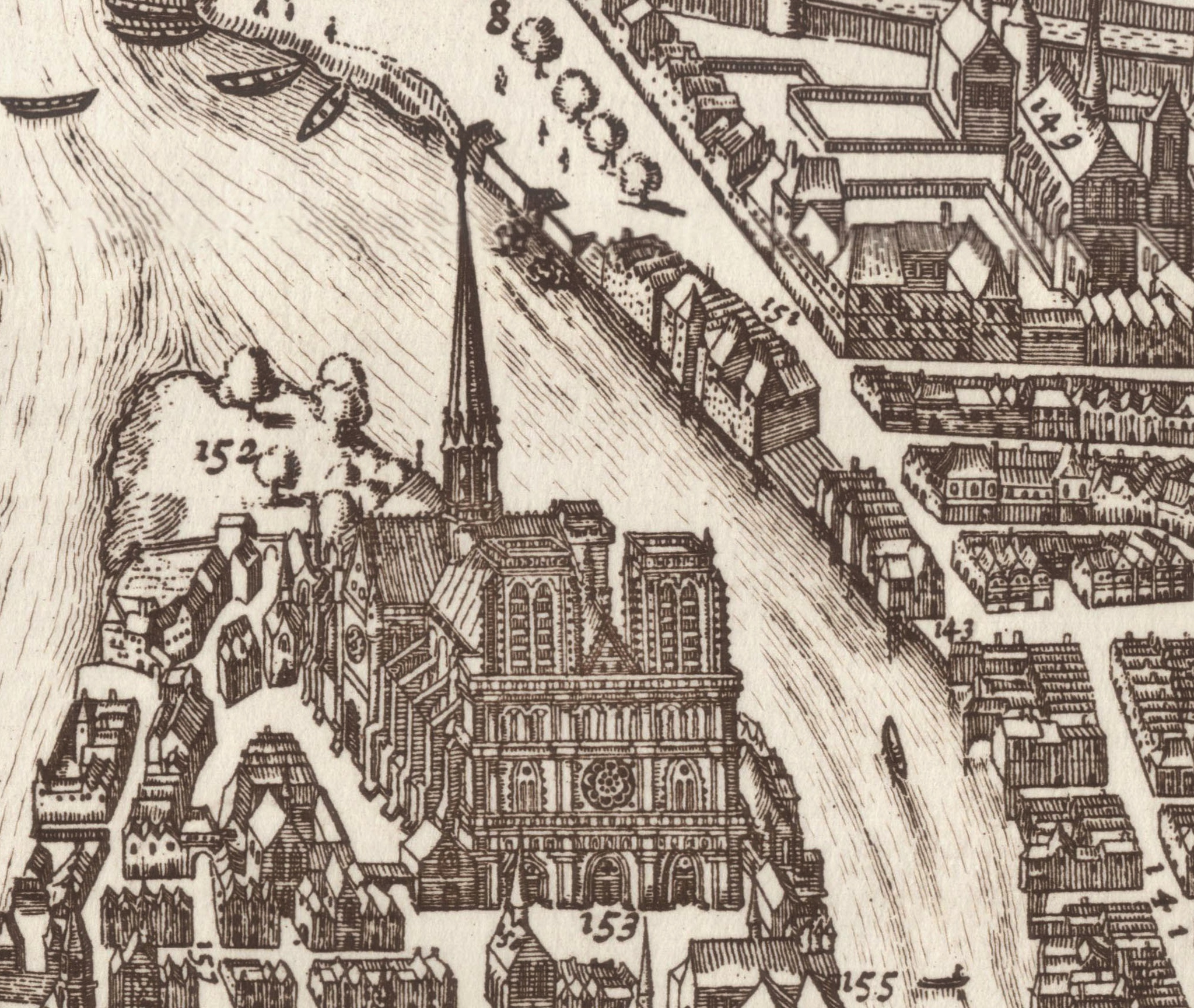
La cathédrale sur le plan de Paris de Claes Jansz Visscher (1618).
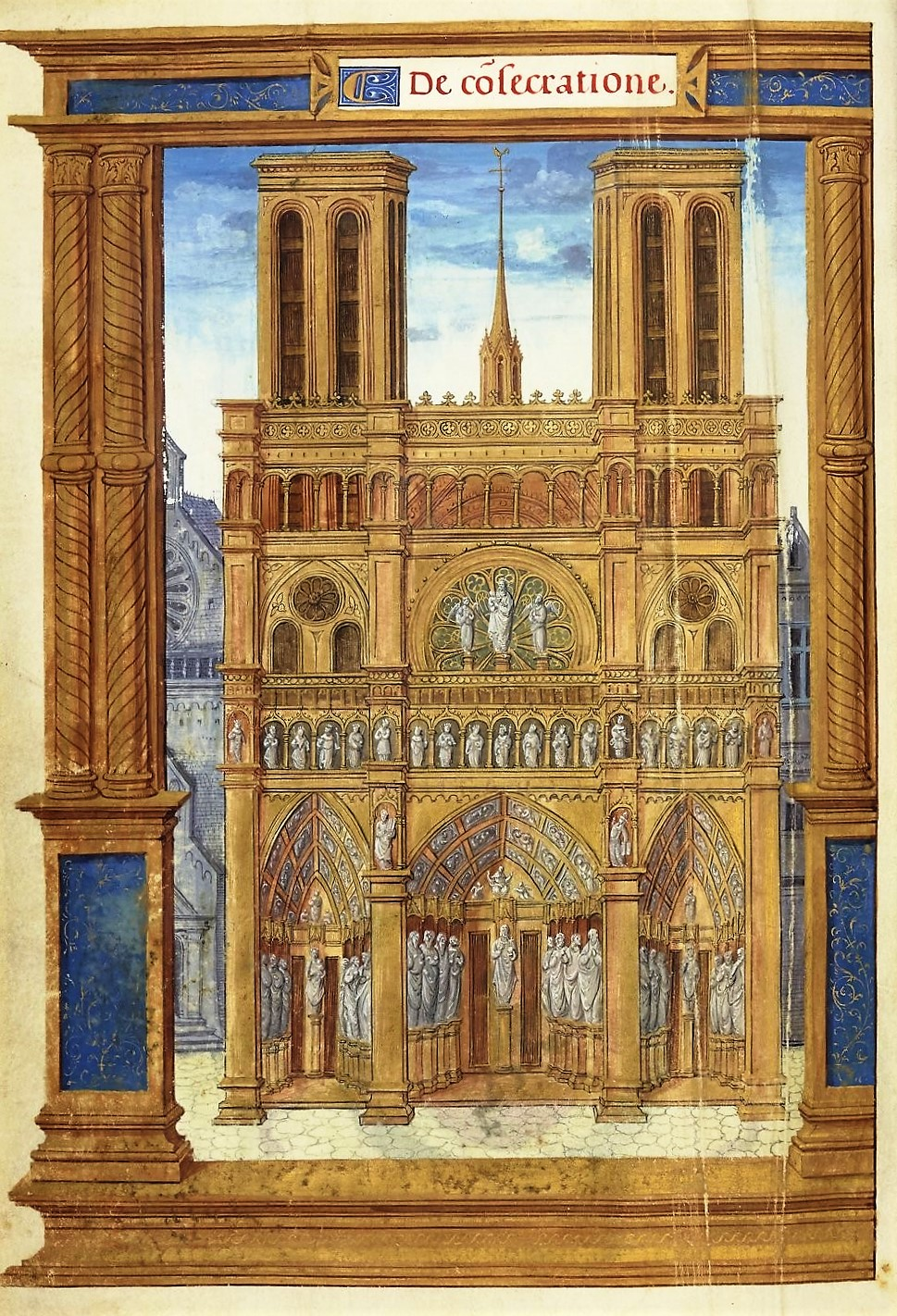
La cathédrale dans le Pontifical romain de Jean de Mauléon, évêque de Comminges, BnF, Ms. lat. 1226 (2), fol. 1v (ca 1525-1530).
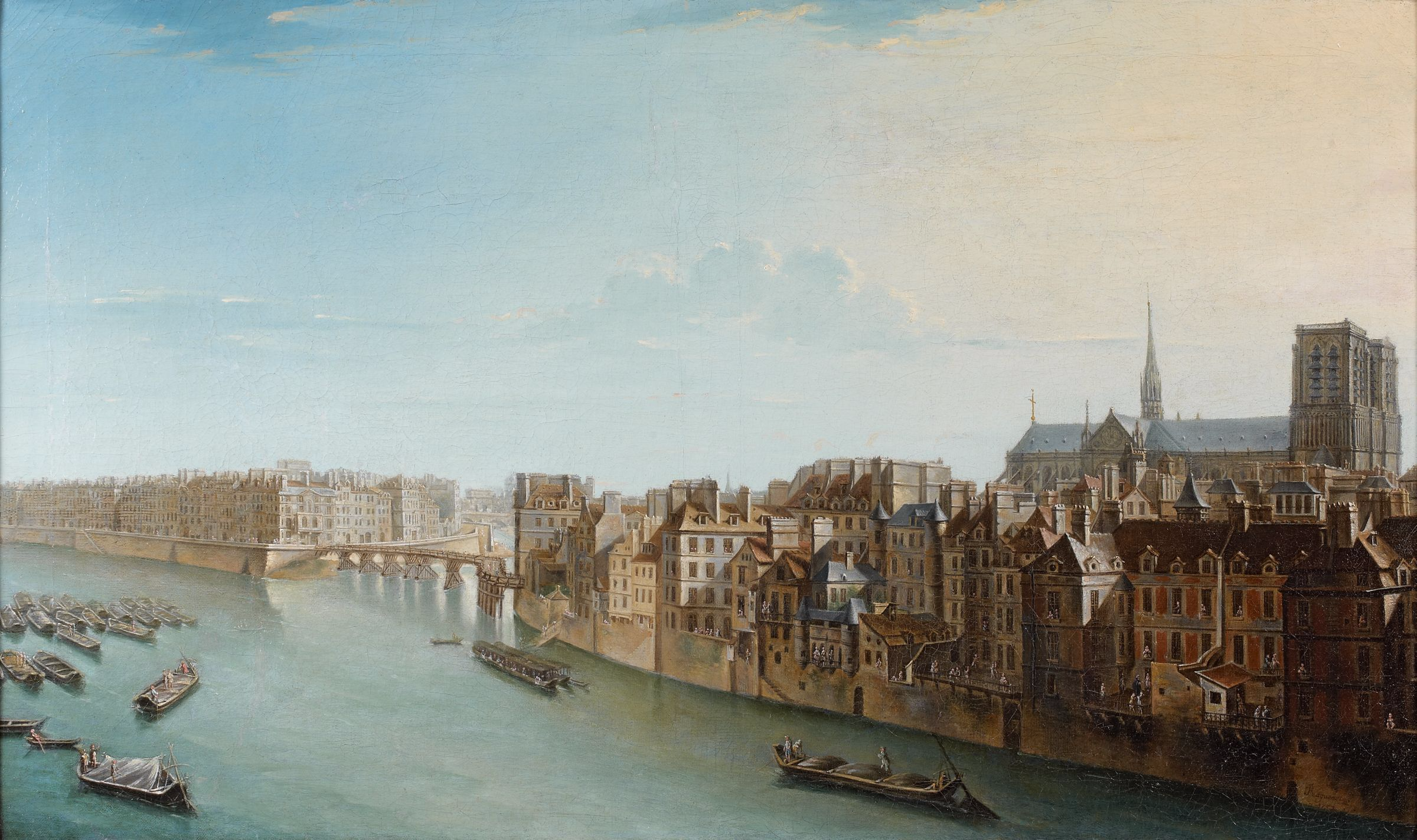
Vue de l'île de la Cité avec Notre-Dame de Paris, par Nicolas-Jean-Baptiste Raguenet (1752).

## Flèche de Viollet-le-Duc
Un concours est lancé en 1842 pour la restauration de la cathédrale de Paris et de construction d'une nouvelle sacristie. Dans le projet de restauration présenté au ministre de la justice et des cultes, en 1843, par Jean-Baptiste Antoine Lassus et Eugène Viollet-le-Duc, ils proposent de reconstruire la flèche qui se situait au-dessus de la croisée du transept et démolie entre 1793 et 1797,. Lassus et Viollet-le-Duc ont utilisé les dessins réunis par Antoine-Pierre-Marie Gilbert (1785-1858), dont la copie d'un dessin de l'ancienne flèche réalisé par Garneray père (1755-1837) faite par l'architecte Émile Boeswillwald qui a édifié celle de la cathédrale d'Orléans. Ce projet, avec ceux des architectes diocésains Arveuf et Danjoy, est présenté au Conseil des bâtiments civils le 11 mars 1844. Il est choisi le 9 mai 1845. La commission des lois chargée de rédiger un rapport sur la réparation de la cathédrale donne son accord au projet de loi tout en regrettant qu'il ne prévoit pas la reconstruction de la flèche,,. Le 19 juillet 1845, une loi est votée affectant un crédit de 2 650 000 francs pour la restauration de la cathédrale et la construction d'une sacristie.

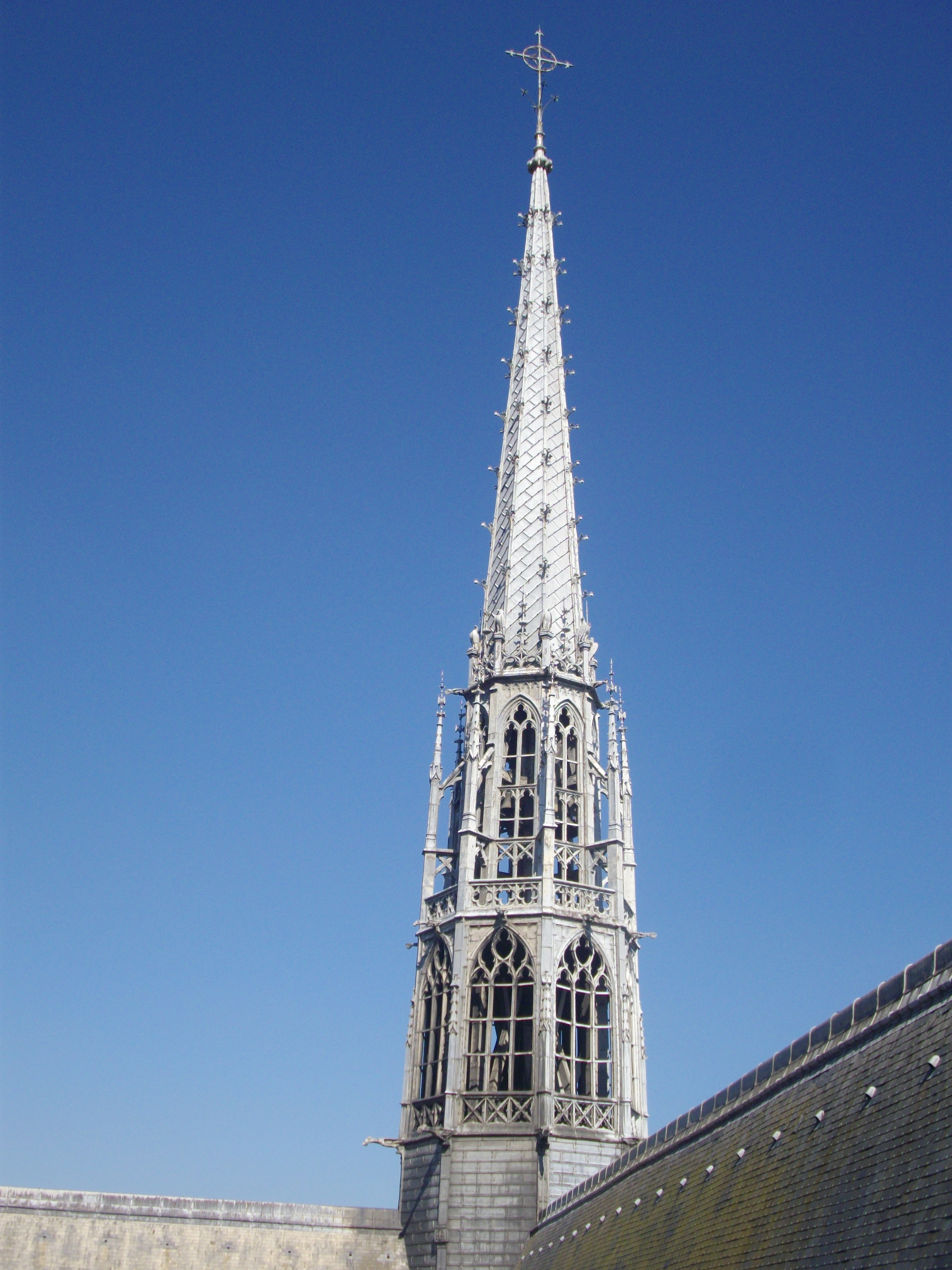
La flèche de la cathédrale d'Orléans en 2017.

La cathédrale reste sans flèche jusqu’à sa restauration, commencée par Lassus et poursuivie, après sa mort en 1857, par Viollet-le-Duc. Le projet est approuvé par le ministre de l'instruction publique et des cultes en mars 1858. Sa conception est inspirée par la flèche de la cathédrale Sainte-Croix d'Orléans (elle-même inspirée par celle de la cathédrale Notre-Dame d’Amiens). Les travaux commencent par la démolition de l'ancienne charpente de la souche de la flèche, entre le 25 août 1858 et le 13 octobre, puis pose du plancher provisoire au-dessus de la voûte centrale, début du montage de l'échafaudage de la flèche le 1er septembre, fin le 1er octobre, fin du montage de l'échafaudage de la flèche le 3 janvier 1859. La nouvelle flèche est réalisée entre février et août 1859 par l'entreprise de charpente Auguste Bellu (1796-1862) — qui a déjà travaillé à Orléans — pour la structure en bois et par les ateliers Monduit pour la couverture métallique. Elle est inaugurée le 15 août 1859. La hauteur de la flèche est alors de 96 mètres.

Avant, pendant et après la construction de la flèche de Viollet-le-Duc
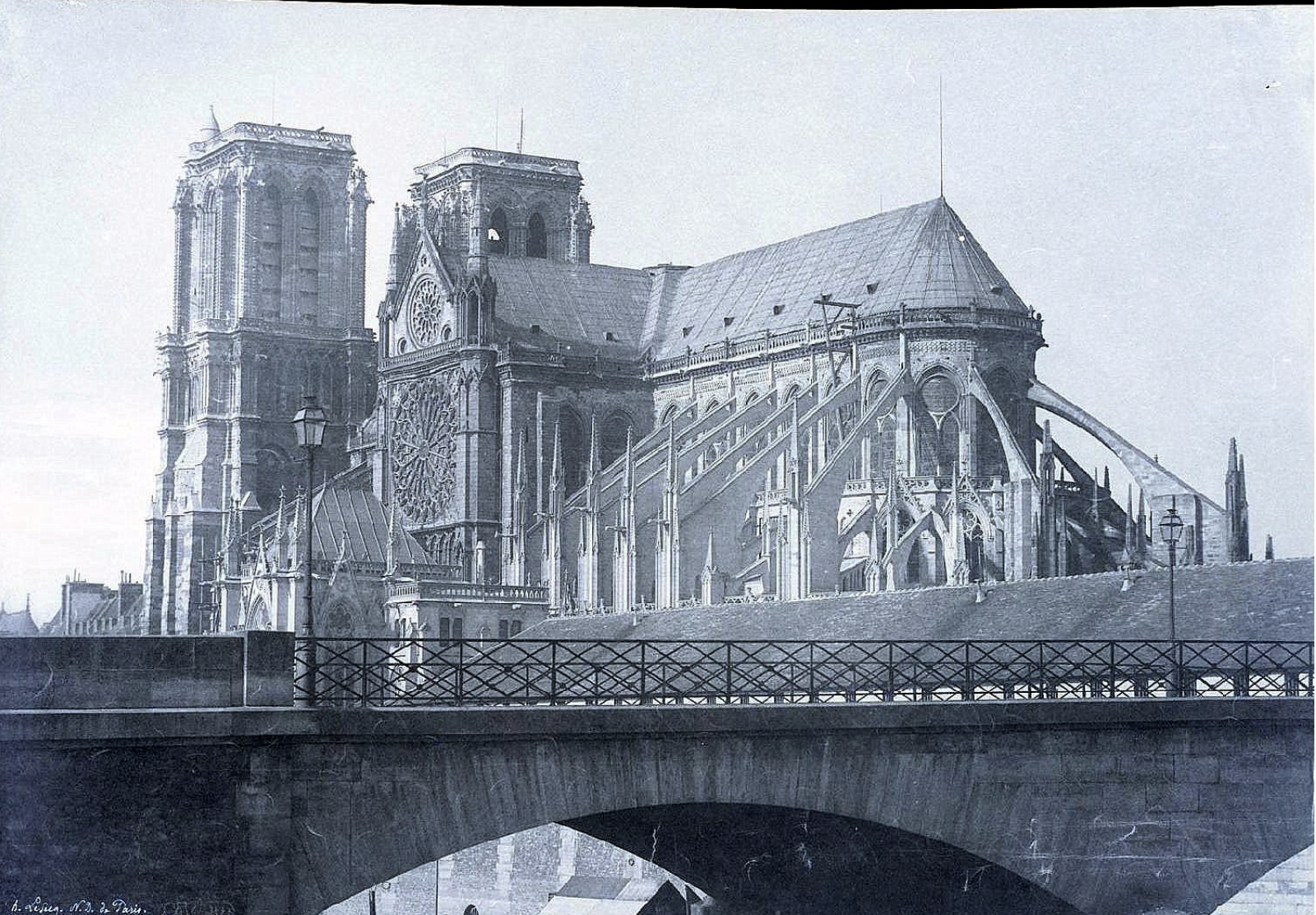
Notre-Dame sans flèche en 1851 (Henri Le Secq).
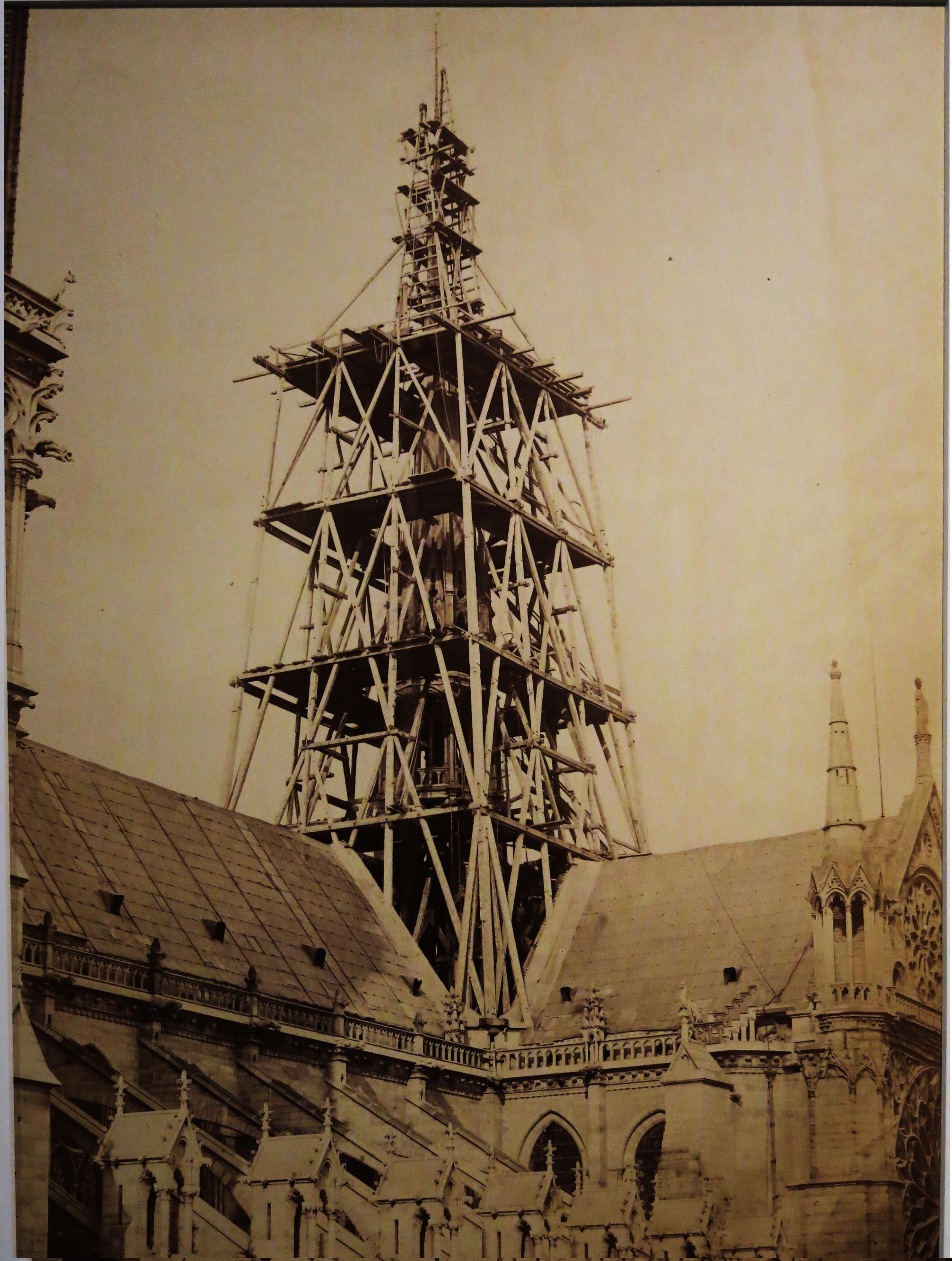
Construction de la flèche en 1859.
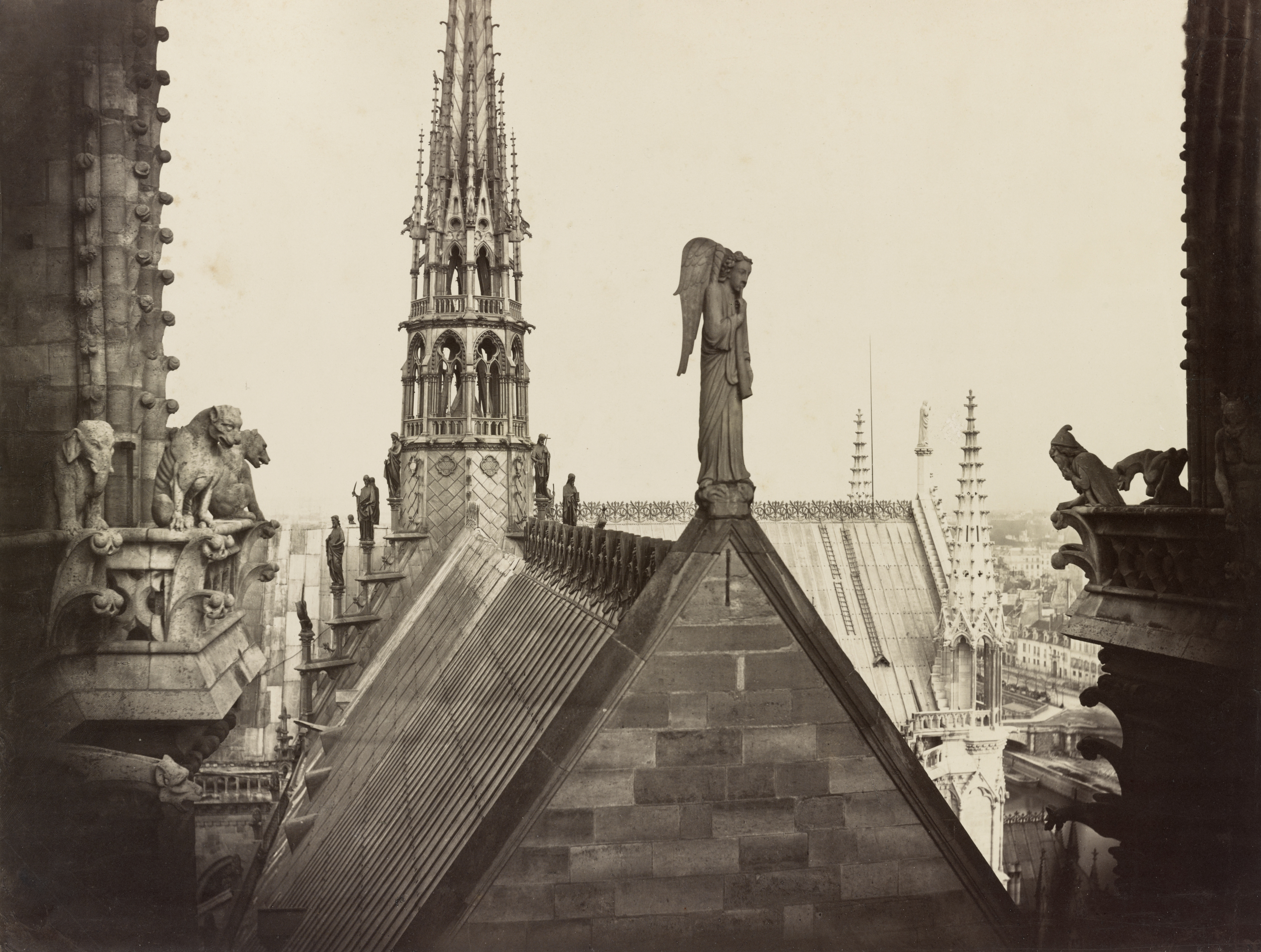
La toiture et la flèche photographiées vers 1860, après l'installation de la nouvelle flèche (Charles Marville).
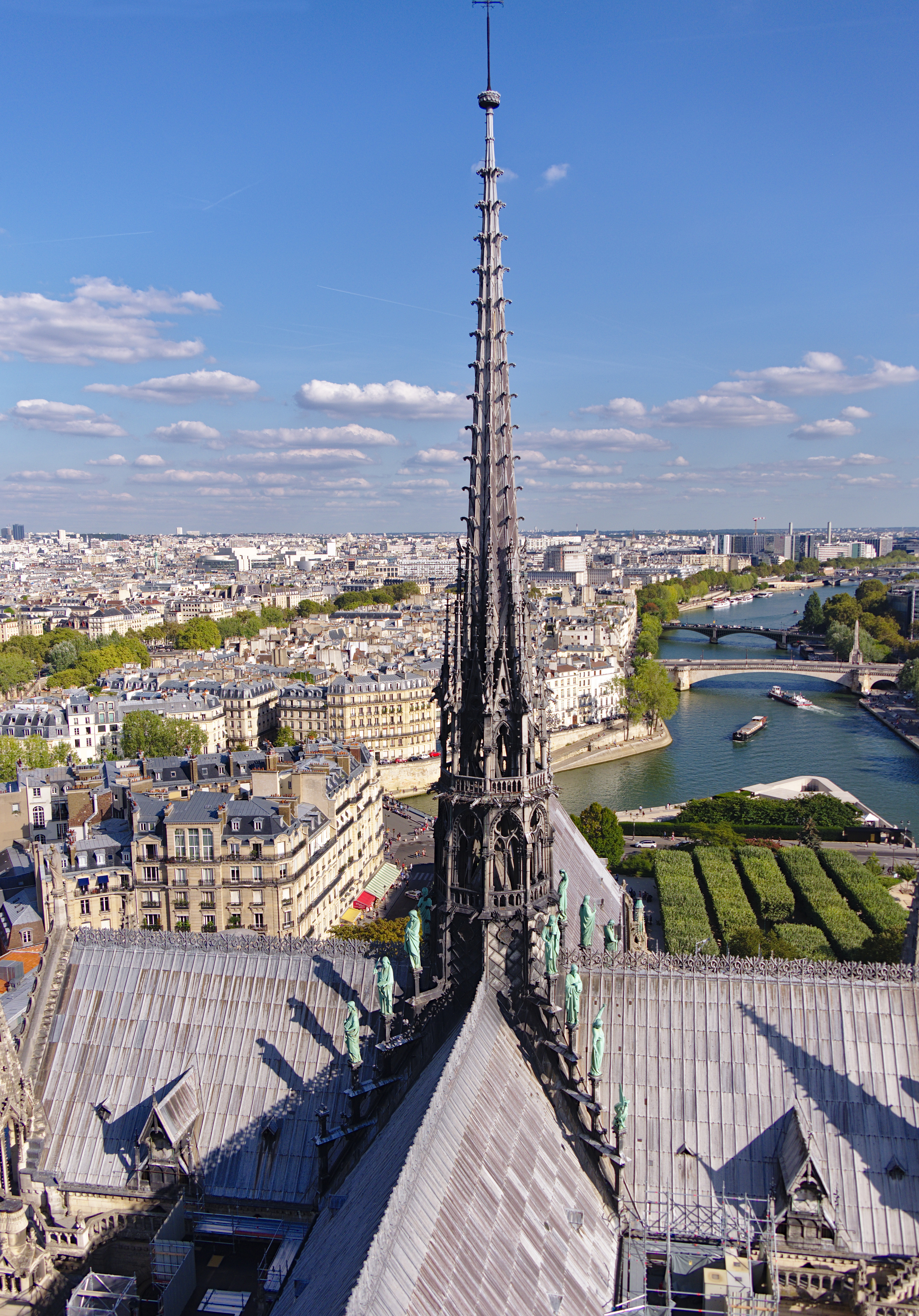
La flèche en 2018, surplombant la cathédrale et l'île de la Cité.
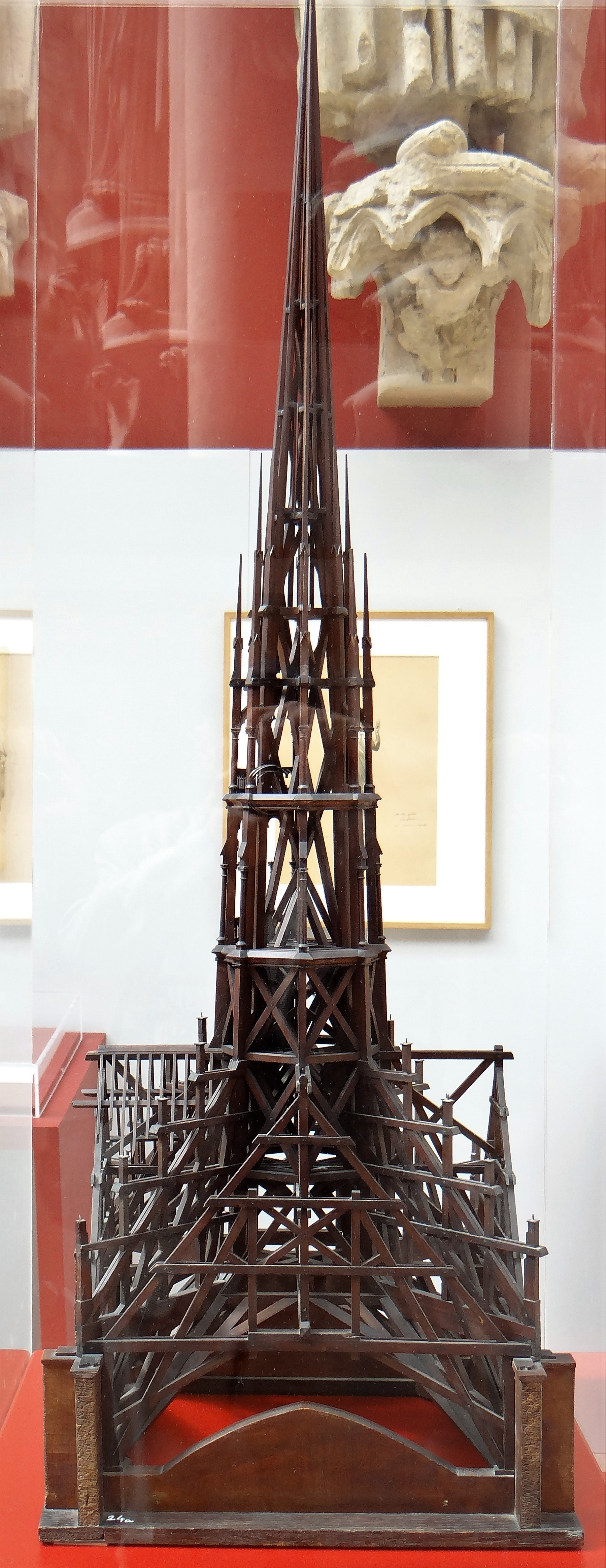
Maquette réalisée en 1859 par l'entrepreneur en charpente Bellu.

### Architecture
De style néo-gothique, la flèche culmine à 93 mètres, soit 21 mètres de moins que celle de la cathédrale d'Orléans, mais 10 mètres de plus que la précédente flèche médiévale. Son manteau de plomb pèse quelque 250 tonnes. Il recouvre une structure d'environ 500 tonnes, composée entièrement de chêne de Champagne,,.
La flèche est composée de six éléments : le tabouret (socle par lequel elle prend appui sur les quatre piliers de la croisée du transept), la souche (nœud de bois où se croisent les fermes), le fût octogonal (première partie visible de la flèche depuis l'extérieur), deux étages ajourés et l'aiguille.
Elle est entourée de quatre couronnes de créatures légendaires en tant que figures de gardien mythologiques. La galerie inférieure est constituée de fenêtres gothiques à deux voies avec un quatre-feuilles couronnant. Les arches sont chacune recouvertes de 21 bourgeons de rose (Isaïe 11,1), qui désignent la patronne de la cathédrale comme un symbole de la rosa mystica (rose mystique), invoquée dans les litanies de Lorette,,. La galerie supérieure s'ouvre dans des fenêtres à une voie avec des traceries en forme de nez. Entre les deux galeries, une guirlande d'épines de fer complexes pend autour de la tour, symbolisant la Sainte Couronne conservée dans la cathédrale,. Les pignons s'élevant au-dessus de la galerie supérieure sont chacun décorés de trois-feuilles, d'une fenêtre à quatre-feuilles et d'une dernière fenêtre à lancette. Entre les pignons, deux couronnes de pinacle s'élèvent sur deux étages. Le sommet de la tour octogonale est orné de douze couronnes de fleurs rampantes. Une couronne de roses (Siracide 24,18) et de lis (Cantique des Cantiques 2,2) de la vierge Marie forme la conclusion de la tour, au-dessus, une croix de six mètres de haut surmontée d'un coq de cuivre. La guirlande de roses peut être interprétée comme une indication de la prière du rosaire, la guirlande de lis est généralement un symbole de la virginité perpétuelle de Marie,,.
- Plans d’après Viollet-le-Duc, Dictionnaire raisonné de l'architecture française du XIe au XVIe siècle, article « Flèche »

Plans d’après Viollet-le-Duc, Dictionnaire raisonné de l'architecture française du, article Flèche
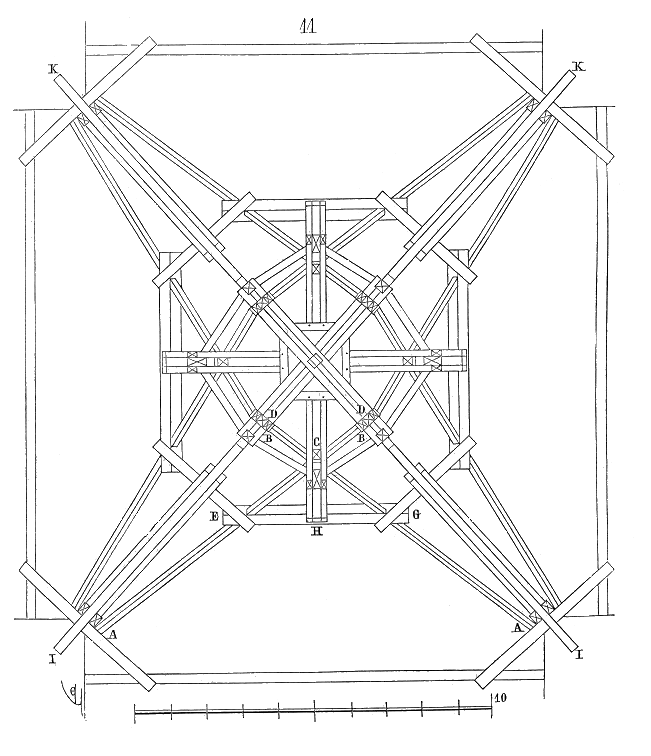
Plan.
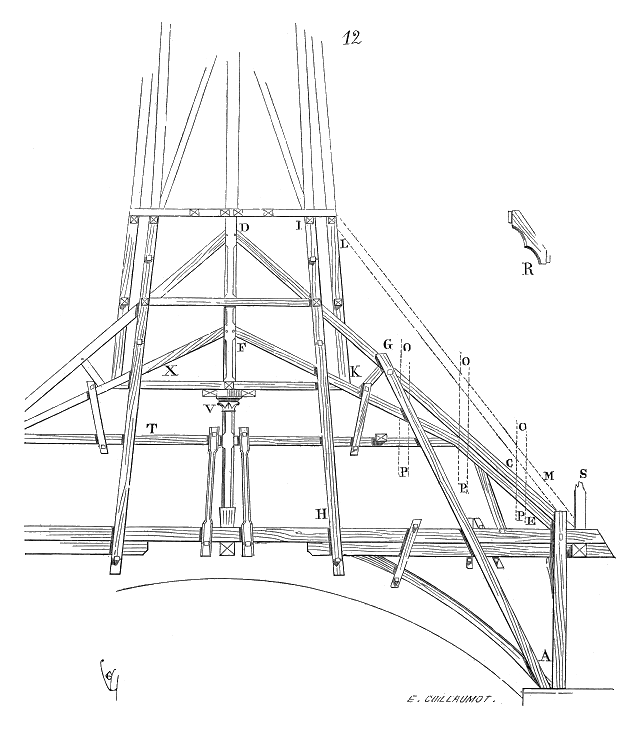
Coupe.
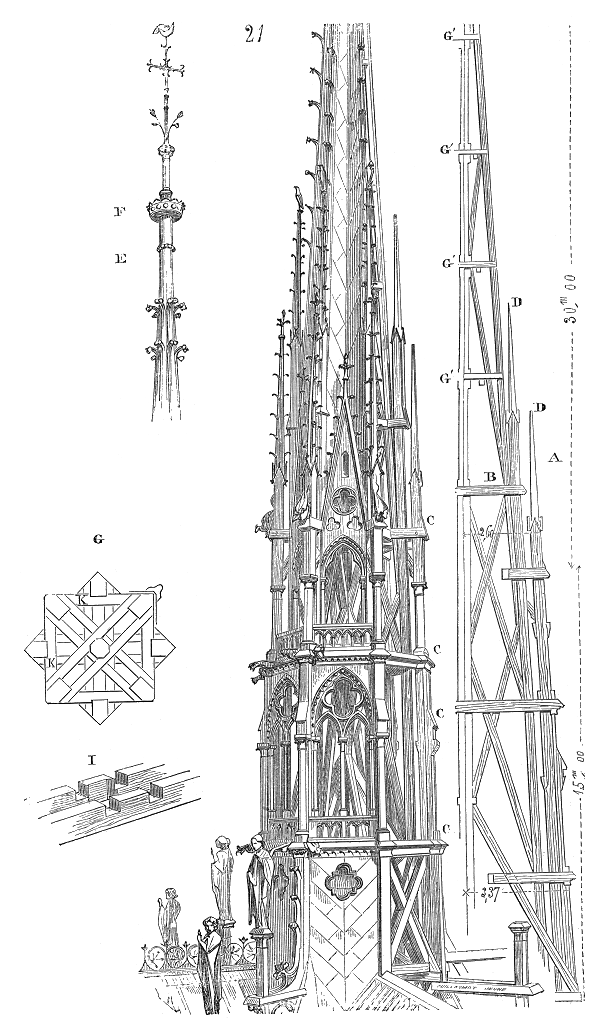
Élévation.

#### Statues des douze apôtres

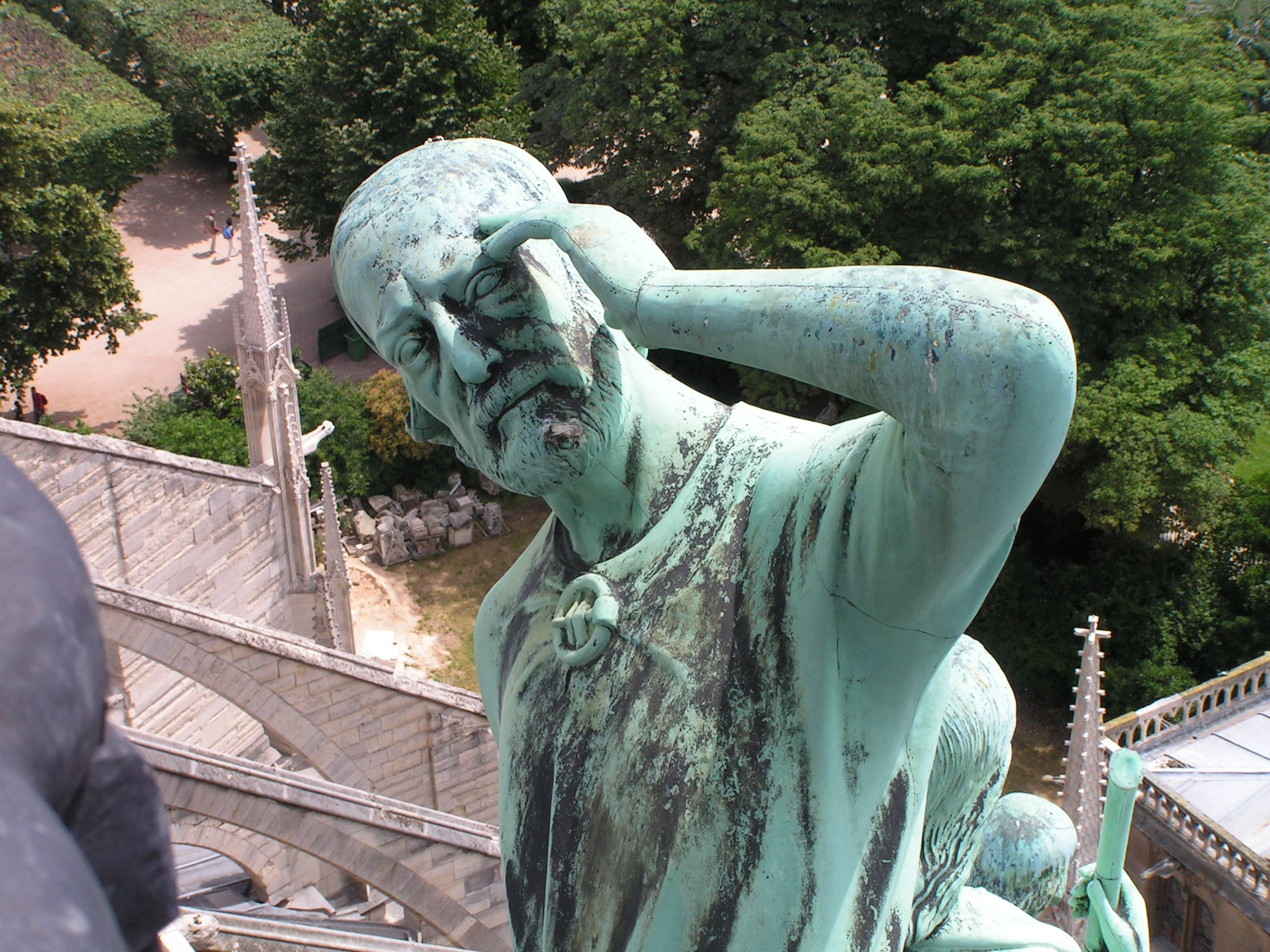
Détail de la statue de Thomas, sous les traits de Viollet-le-Duc se retournant pour admirer son œuvre.

Face Est, de bas en haut
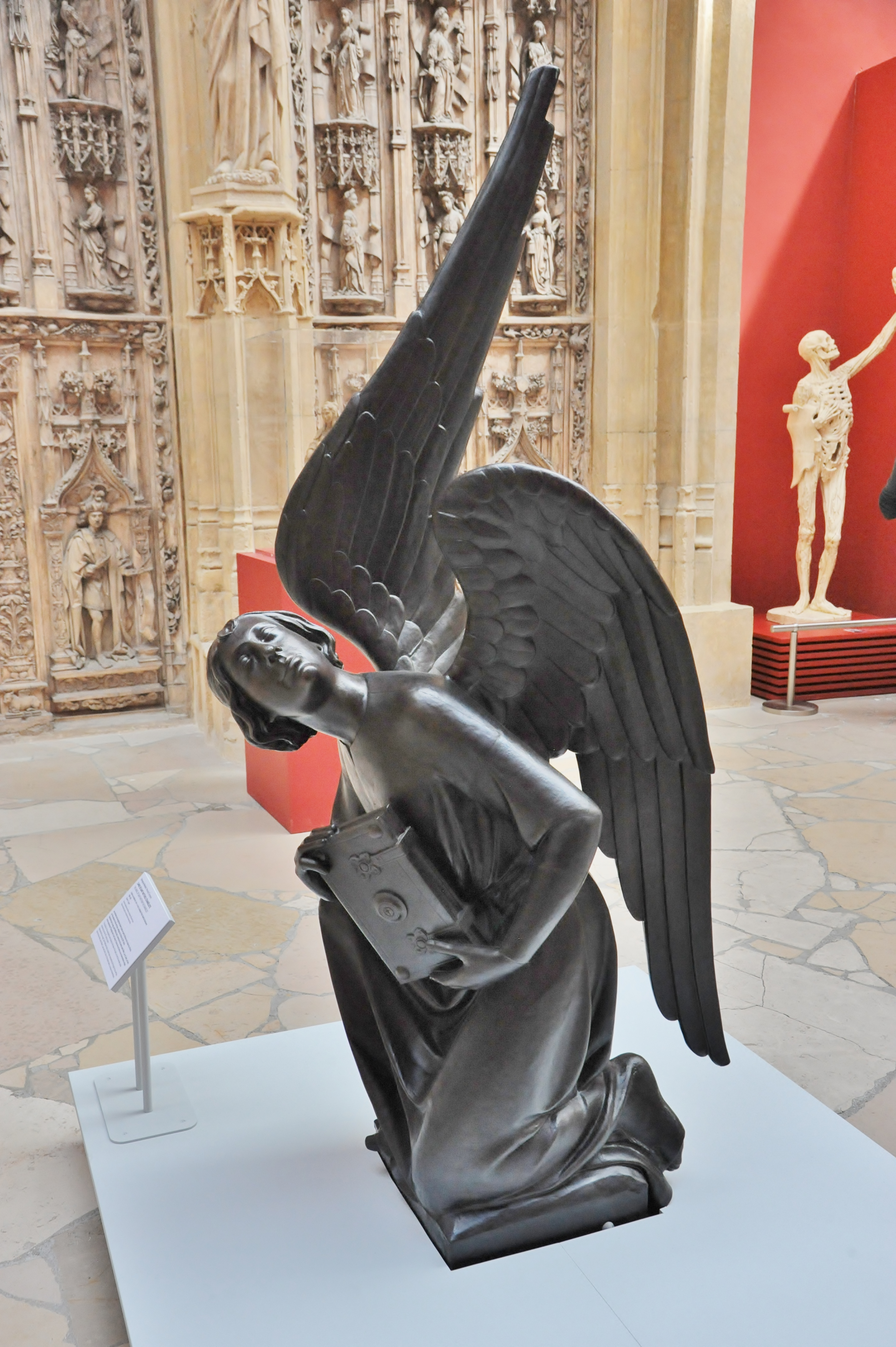
Ange de Matthieu
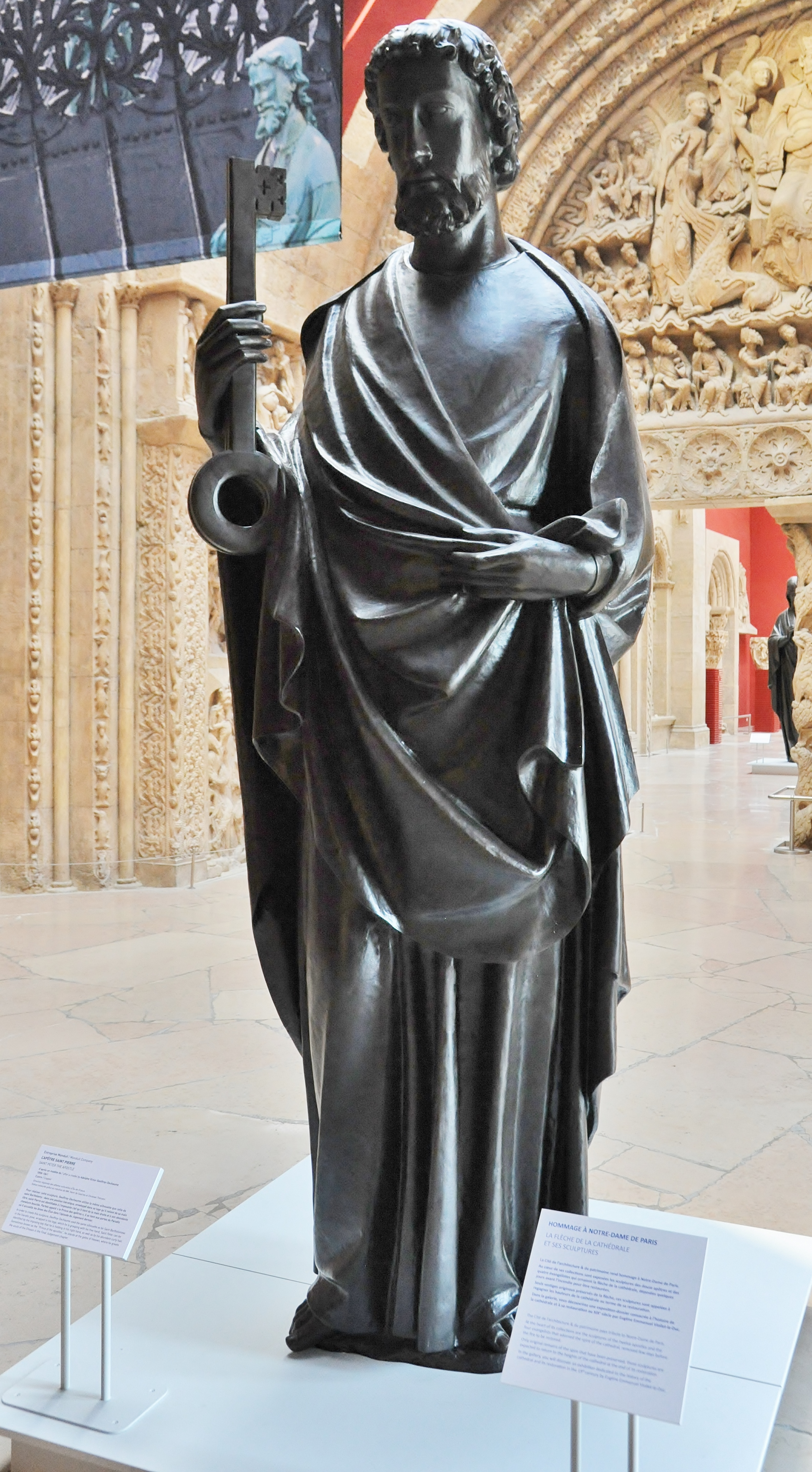
Pierre
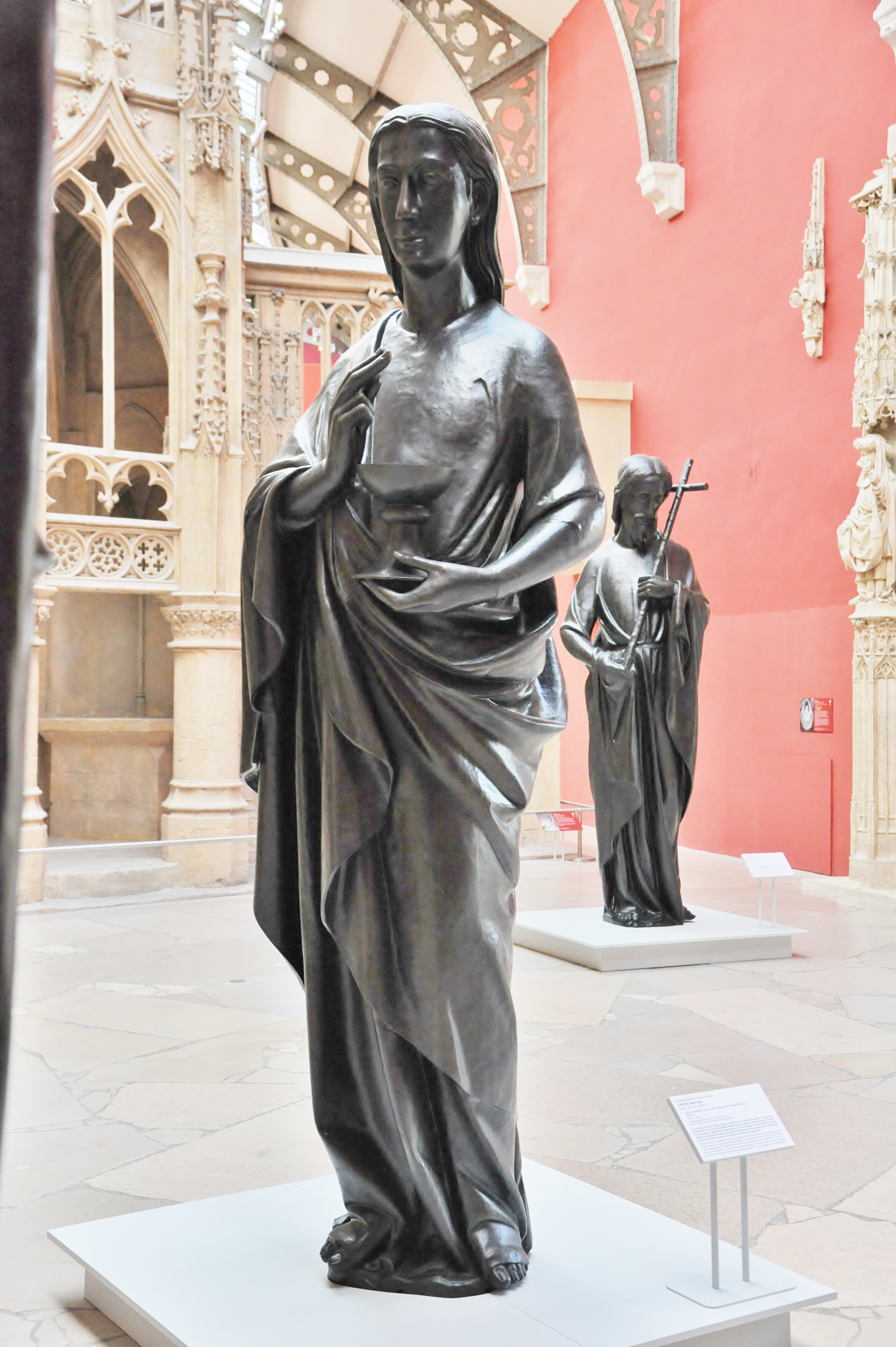
Jean
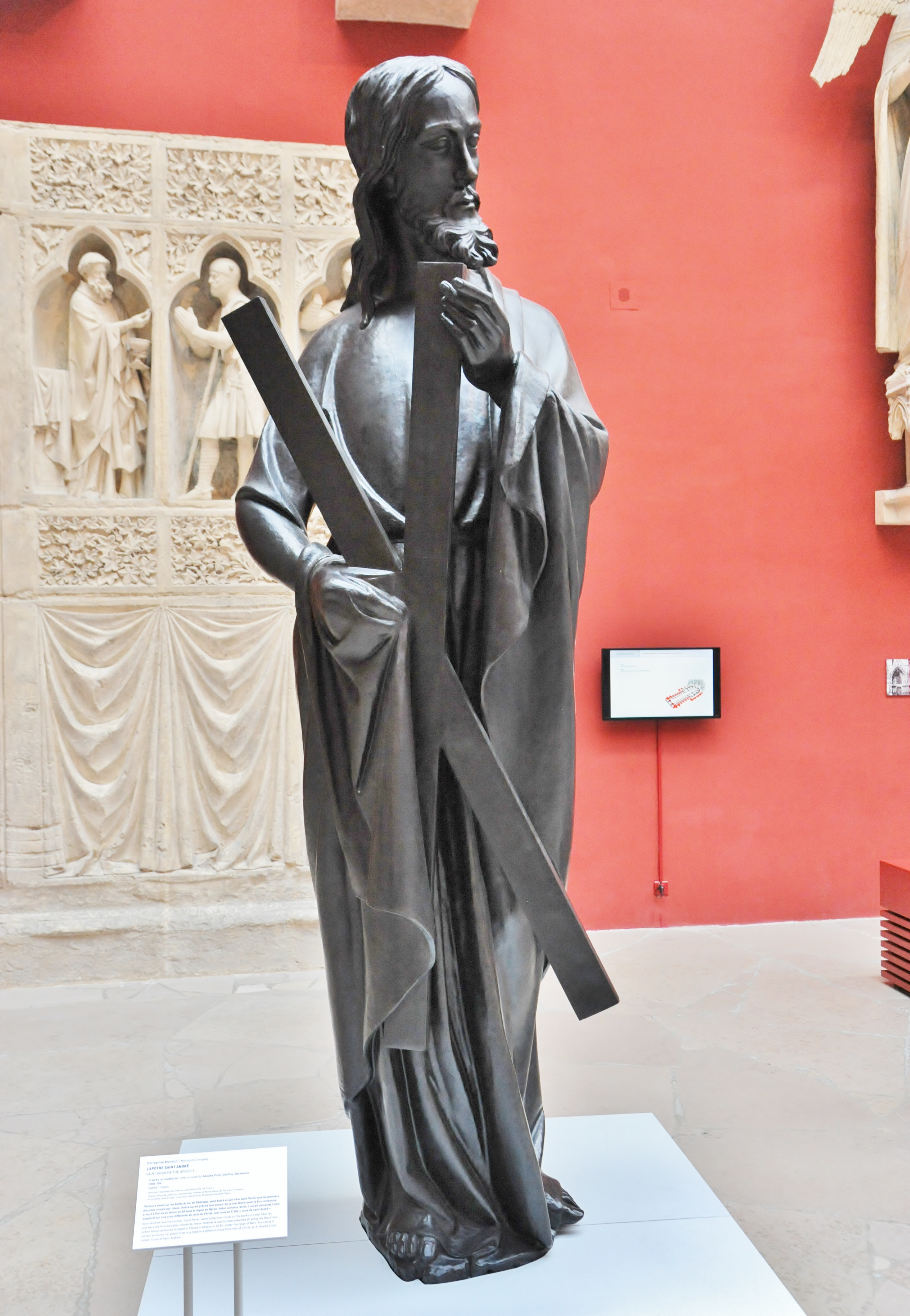
André

Face Sud, de bas en haut
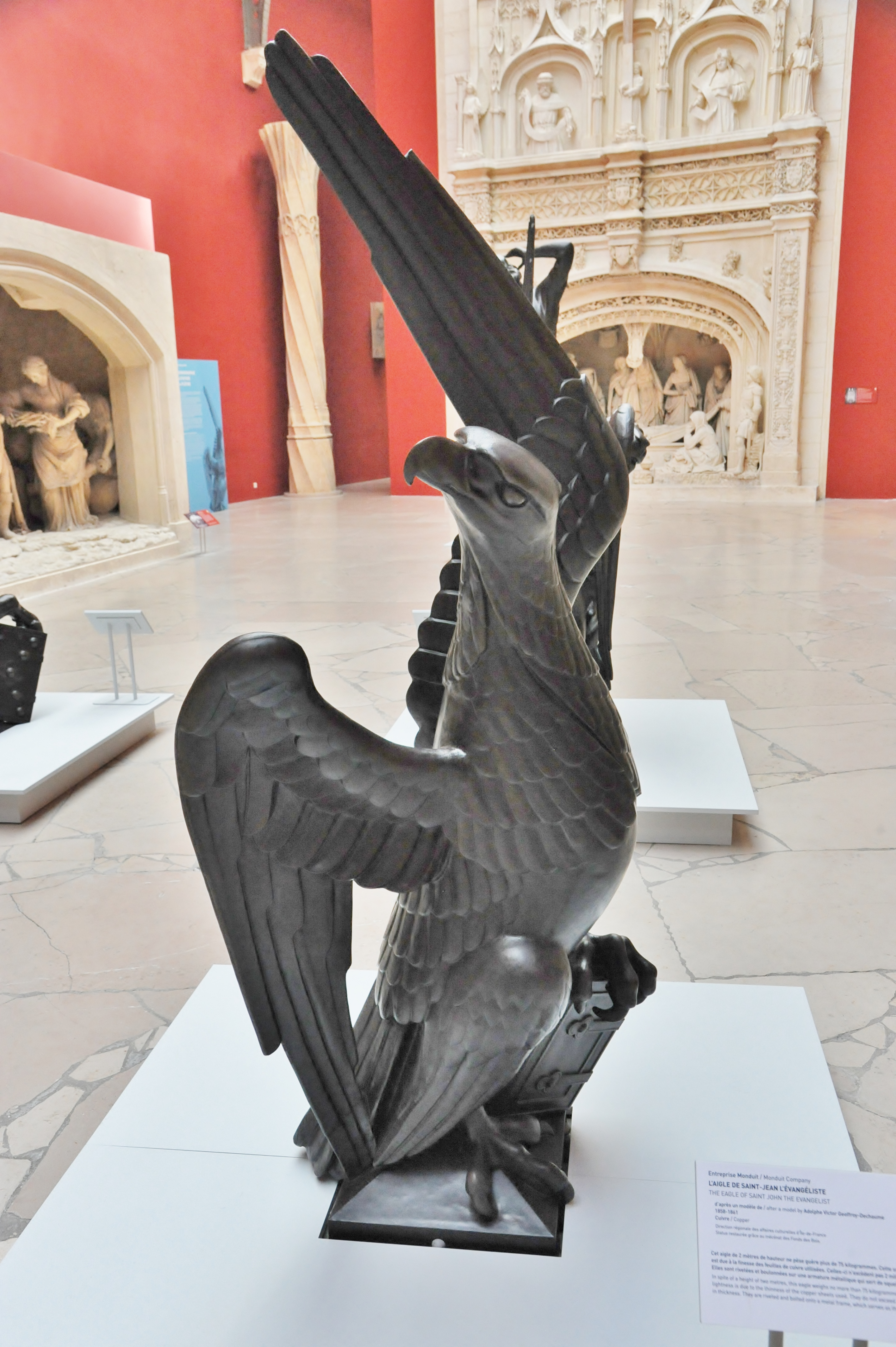
Aigle de Jean
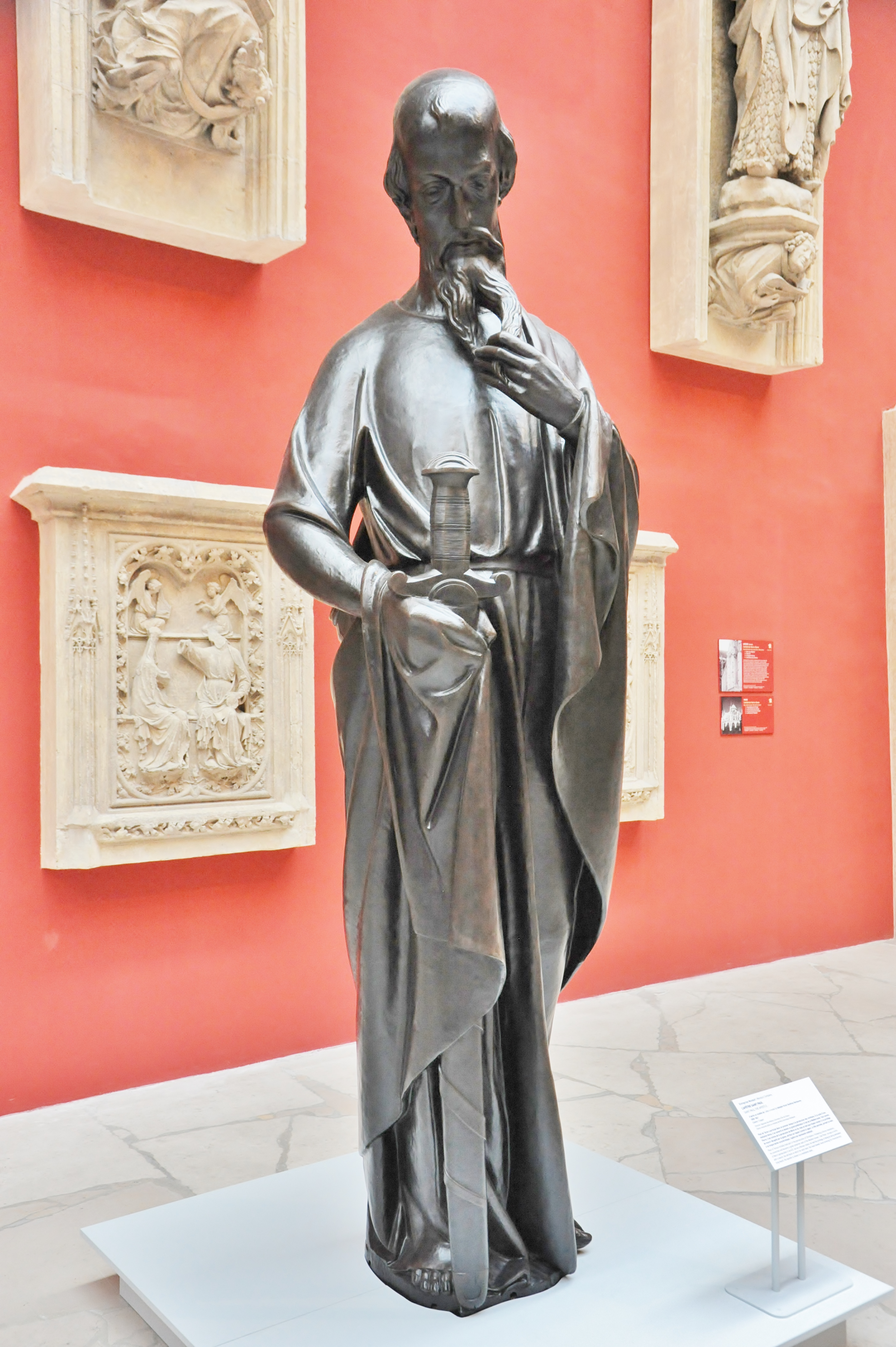
Paul
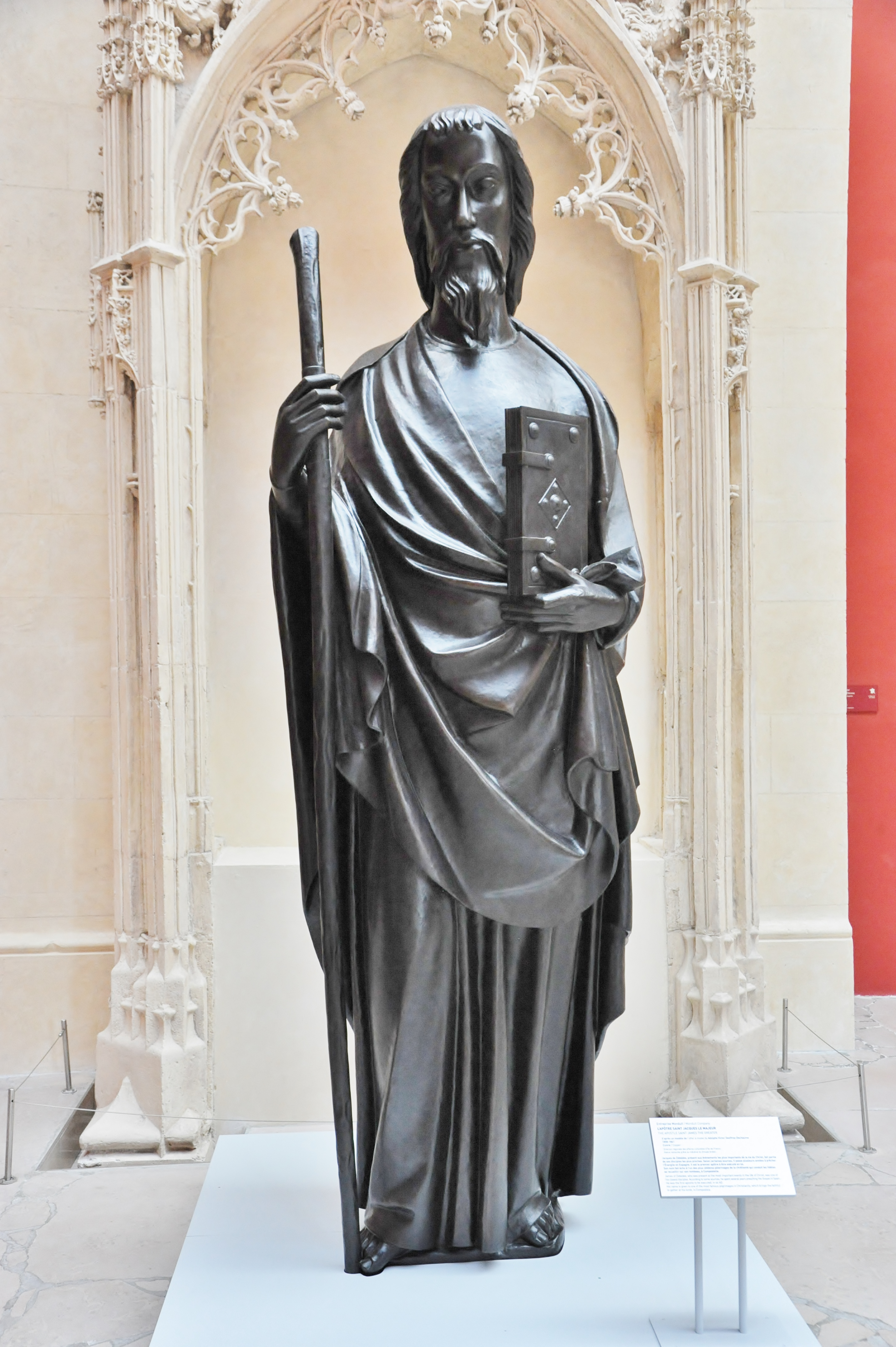
Jacques le Majeur
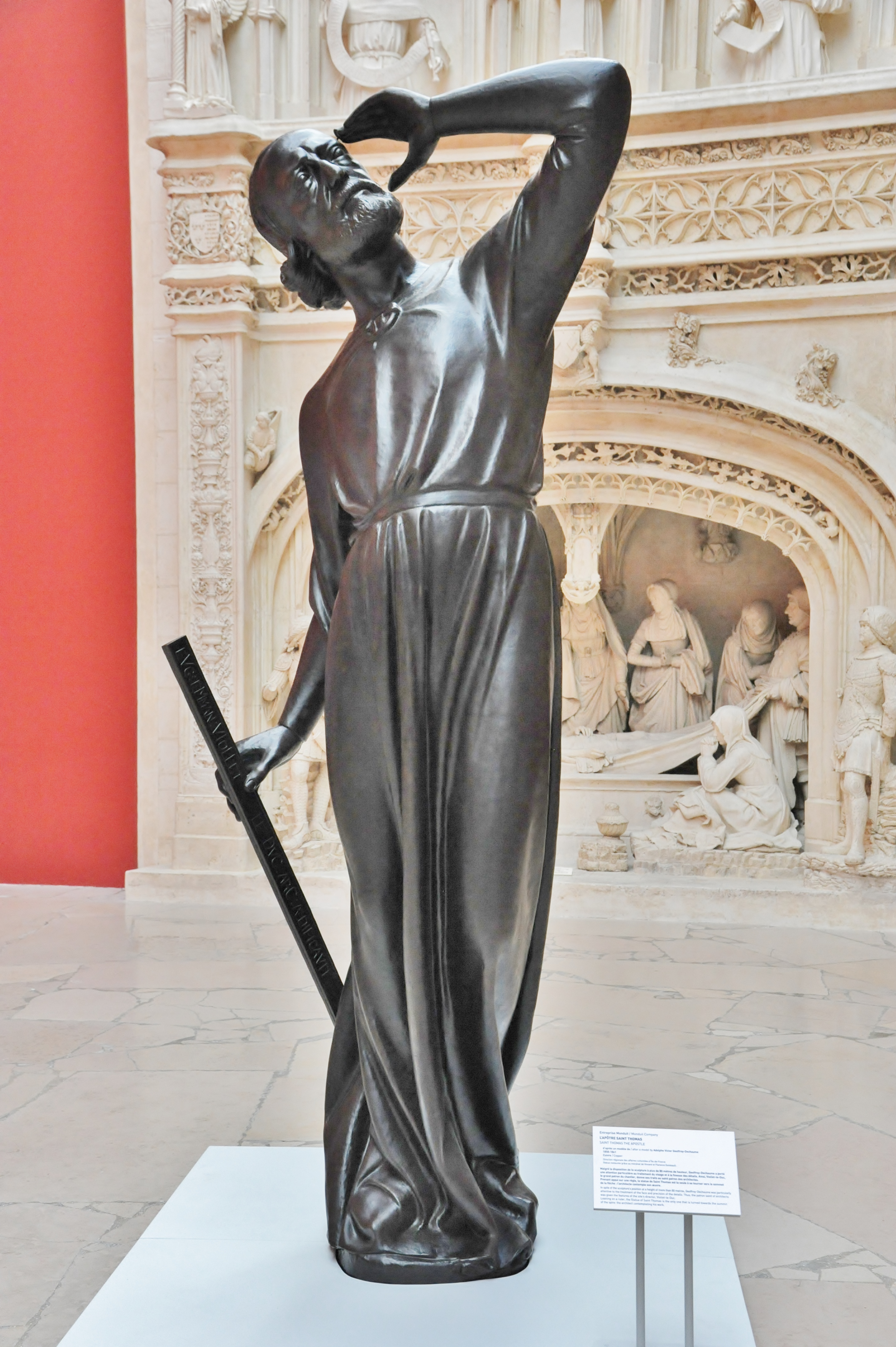
Thomas

Face Ouest, de bas en haut
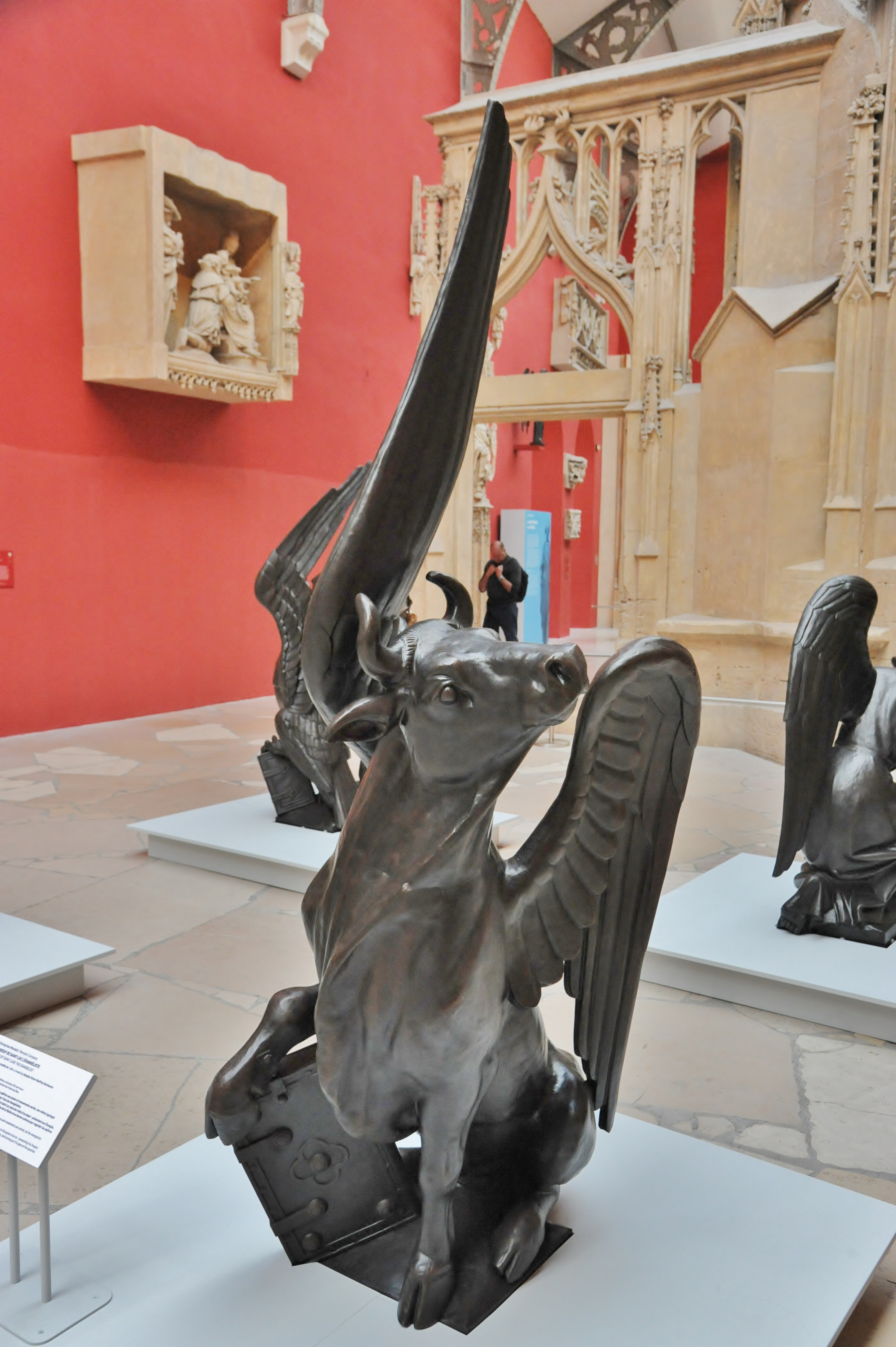
Taureau de Luc
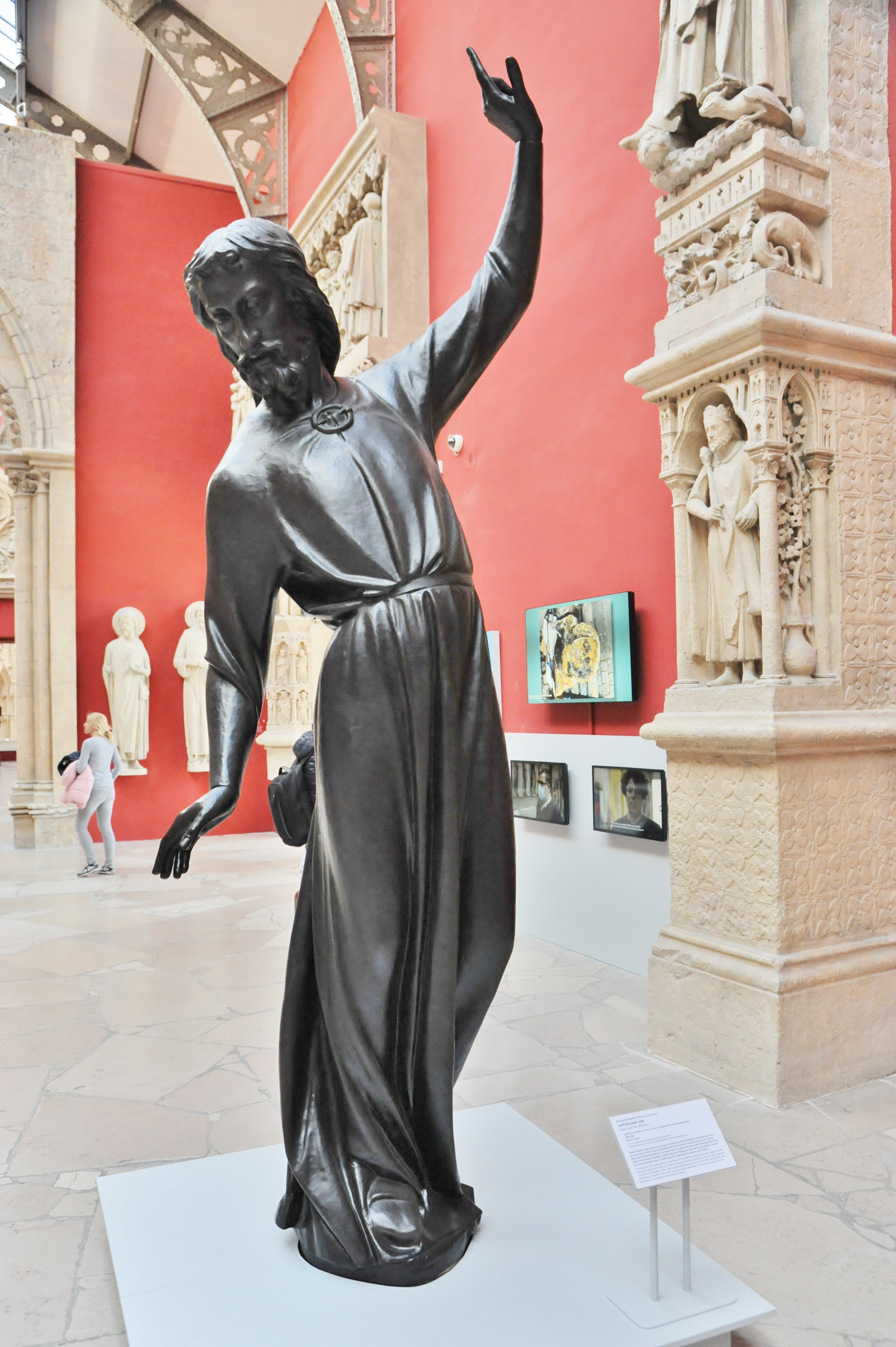
Jude
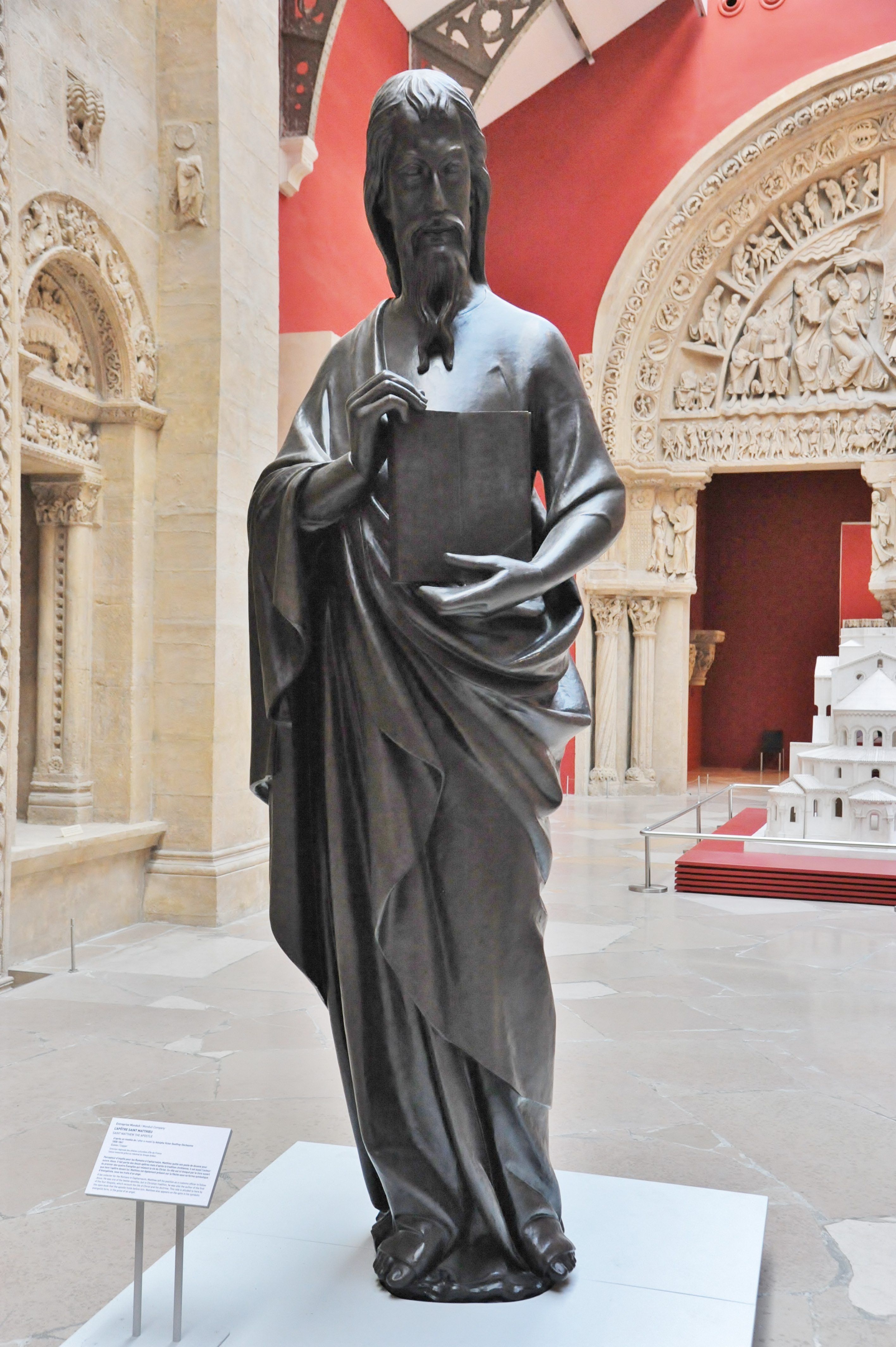
Matthieu
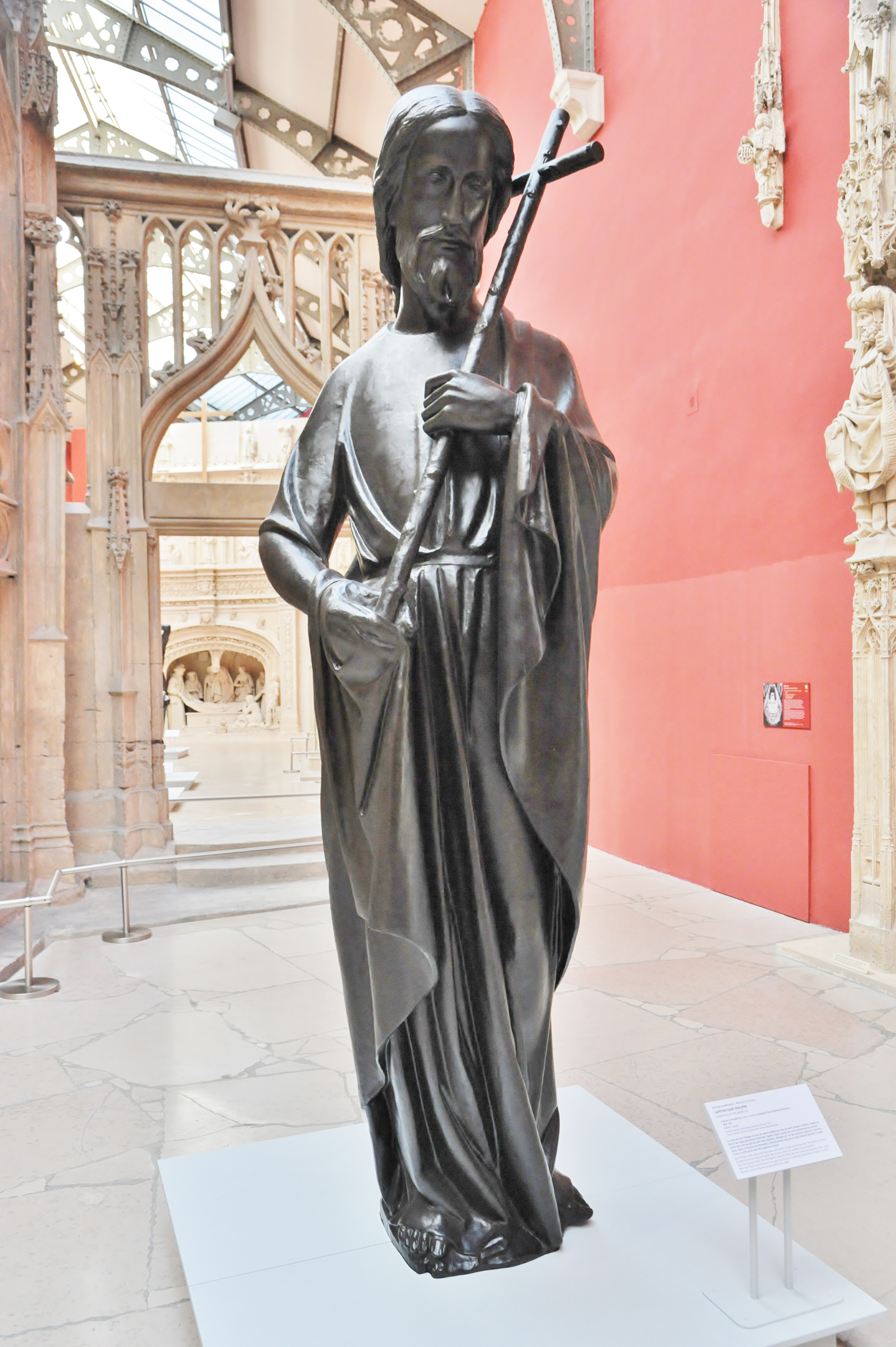
Philippe

Viollet-le-Duc fait orner les quatre arêtiers des noues de la flèche de statues monumentales des douze apôtres en cuivre repoussé. Deirdre Westgate et Charanne Clarke placent la date de la décision d'orner la flèche de statues des apôtres, en 1858, après la découverte de seize petits piliers sur les restes de la charpente de la flèche. Celles-ci sont placées les unes en dessous des autres, par quatre rangées de trois. Orienté vers les points cardinaux, chaque groupe surmonte une figure du tétramorphe symbolisant les évangélistes : le taureau pour Luc, le lion pour Marc, l'aigle pour Jean et l'ange pour Matthieu. Œuvre d'Adolphe-Victor Geoffroy-Dechaume, les statues s'inspirent de l'esthétique du XIIIe siècle. Tous les apôtres regardent Paris à l'exception de saint Thomas, patron des architectes. Il présente les traits de Viollet-le-Duc et se tourne vers la flèche, comme pour la contempler. À la base du poinçon central (un pilier de bois qui soutient la flèche), une plaque en fer, vissée à l'achèvement des travaux, comporte le dessin d'une équerre et d'un compas se croisant, symbole compagnonnique comme maçonnique, ainsi qu’un acronyme à la gloire du Grand Architecte de l'Univers. Certains en déduisent que Viollet-le-Duc et Bellu, tous deux mentionnés sur la plaque, étaient francs-maçons. Mais la plaque comporte aussi le nom de Georges, un compagnon charpentier (dit « indien ») du « Devoir de liberté », l'une des branches du compagnonnage.

Statues des douze apôtres à la base de la flèche
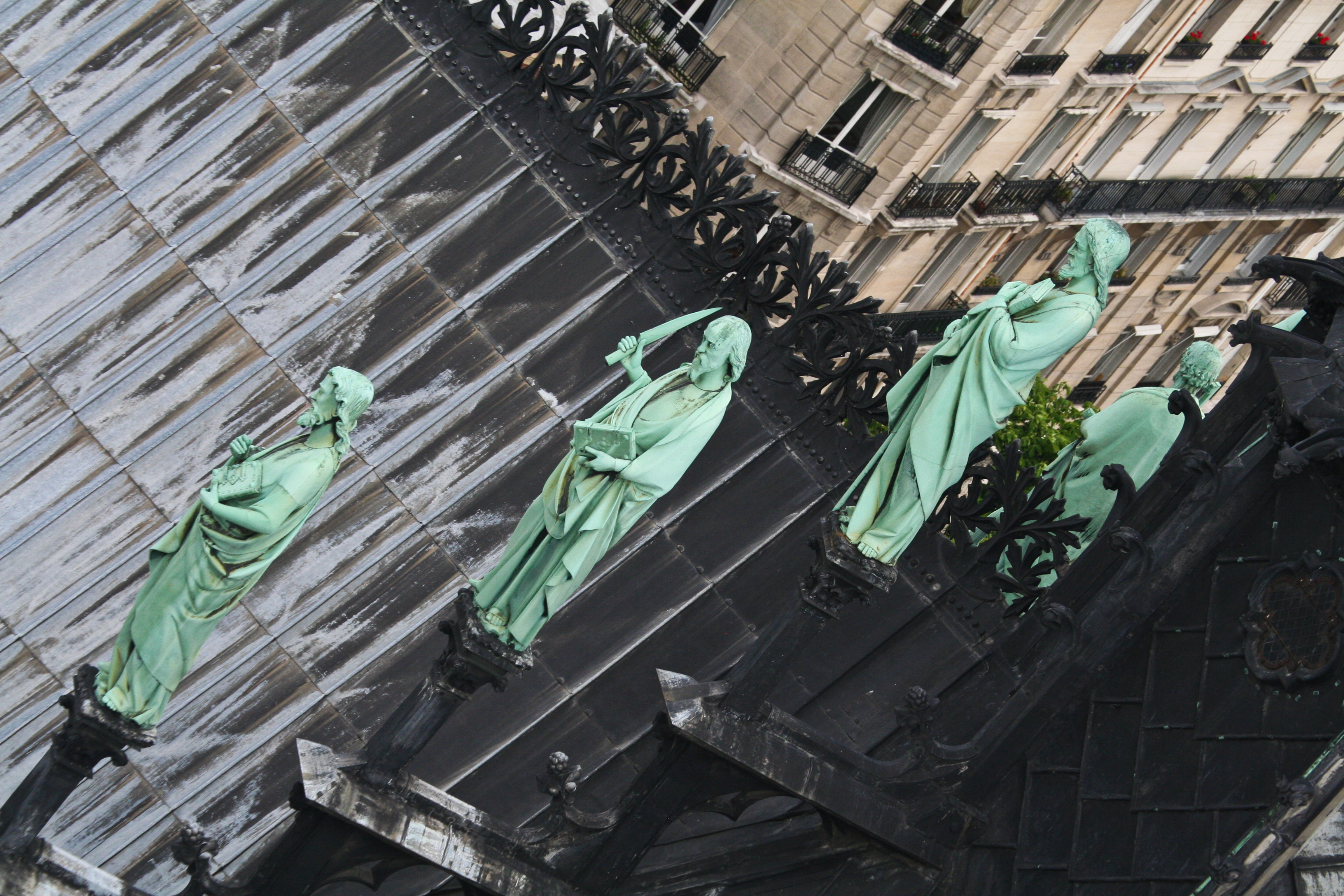
Face Nord : lion de Marc (non visible ici) devant Simon, Barthélémy et Jacques le Mineur.
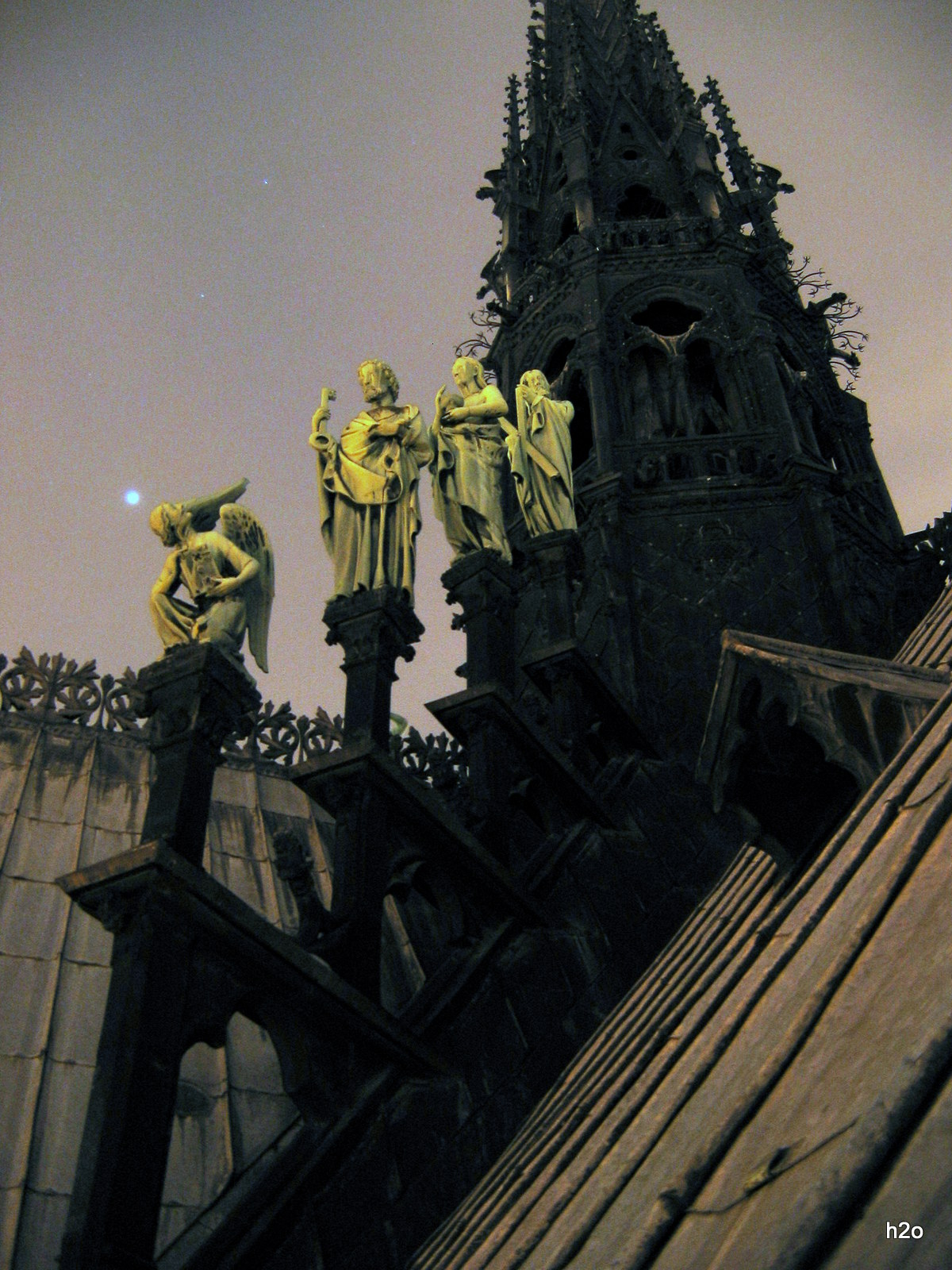
Face Est : ange de Matthieu devant Pierre, Jean et André.
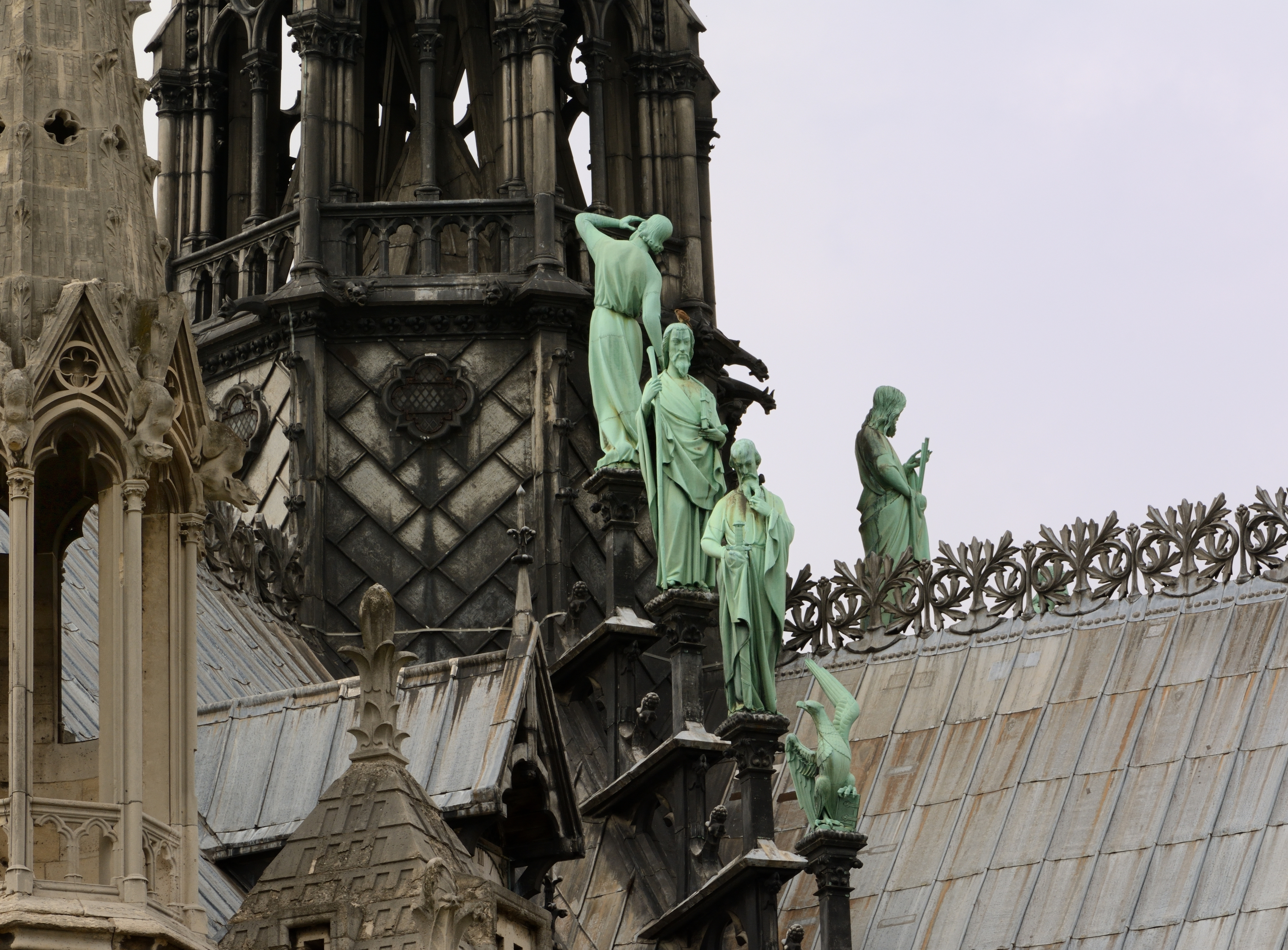
Face Sud : aigle de Jean devant Paul, Jacques le Majeur et Thomas.
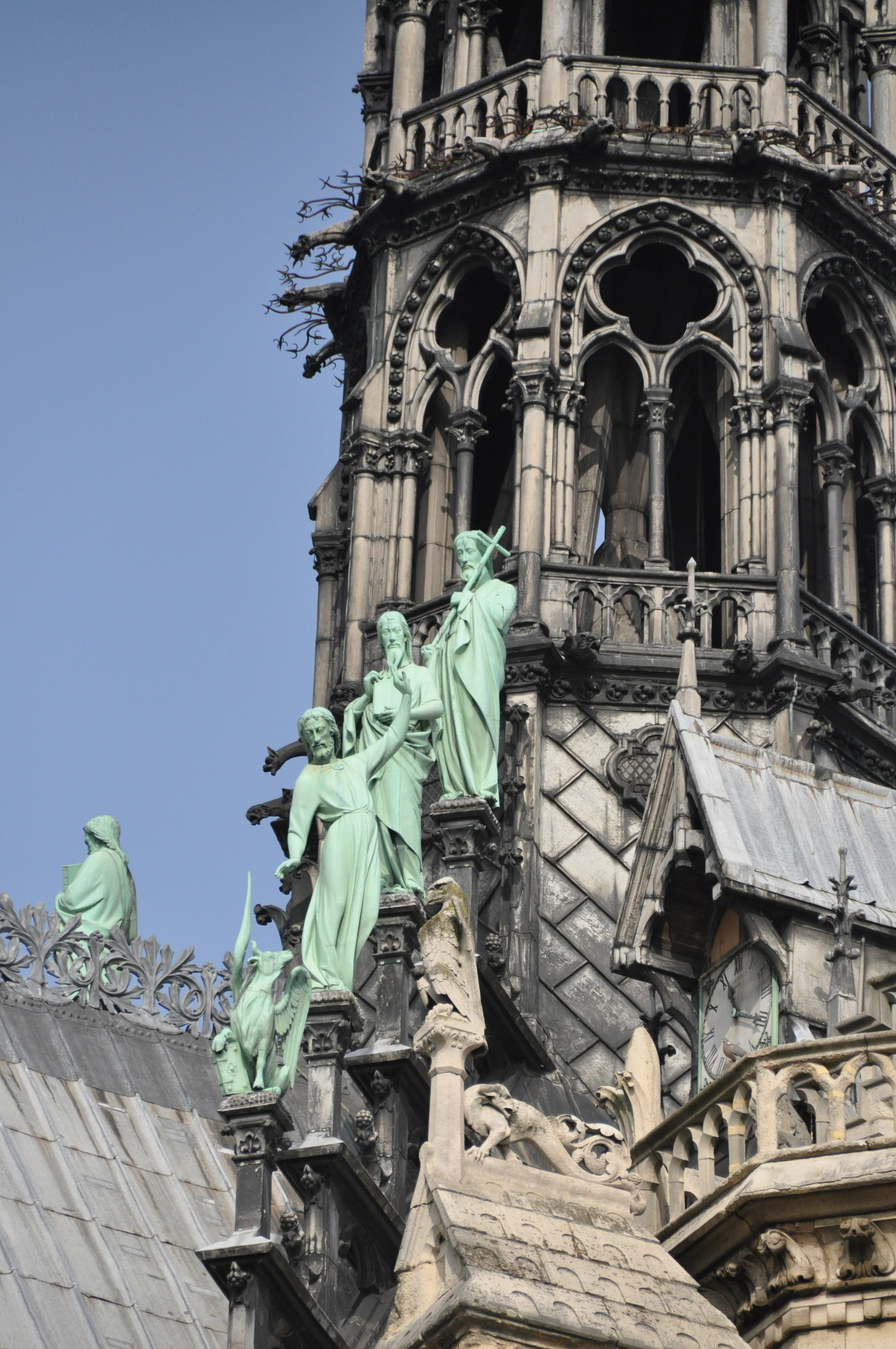
Face Ouest : taureau de Luc devant Jude, Matthieu et Philippe.

Face Nord, de bas en haut
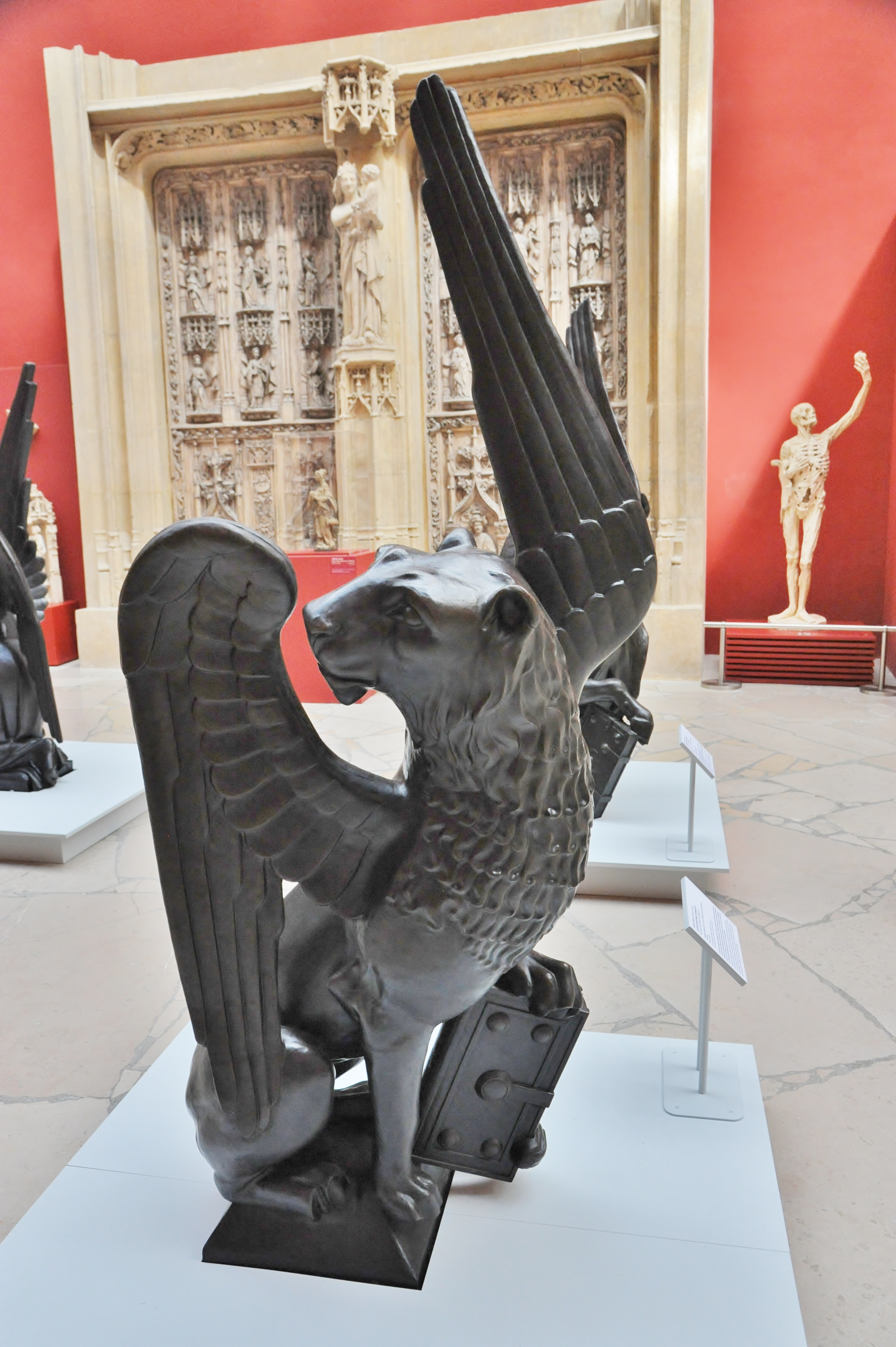
Lion de Marc
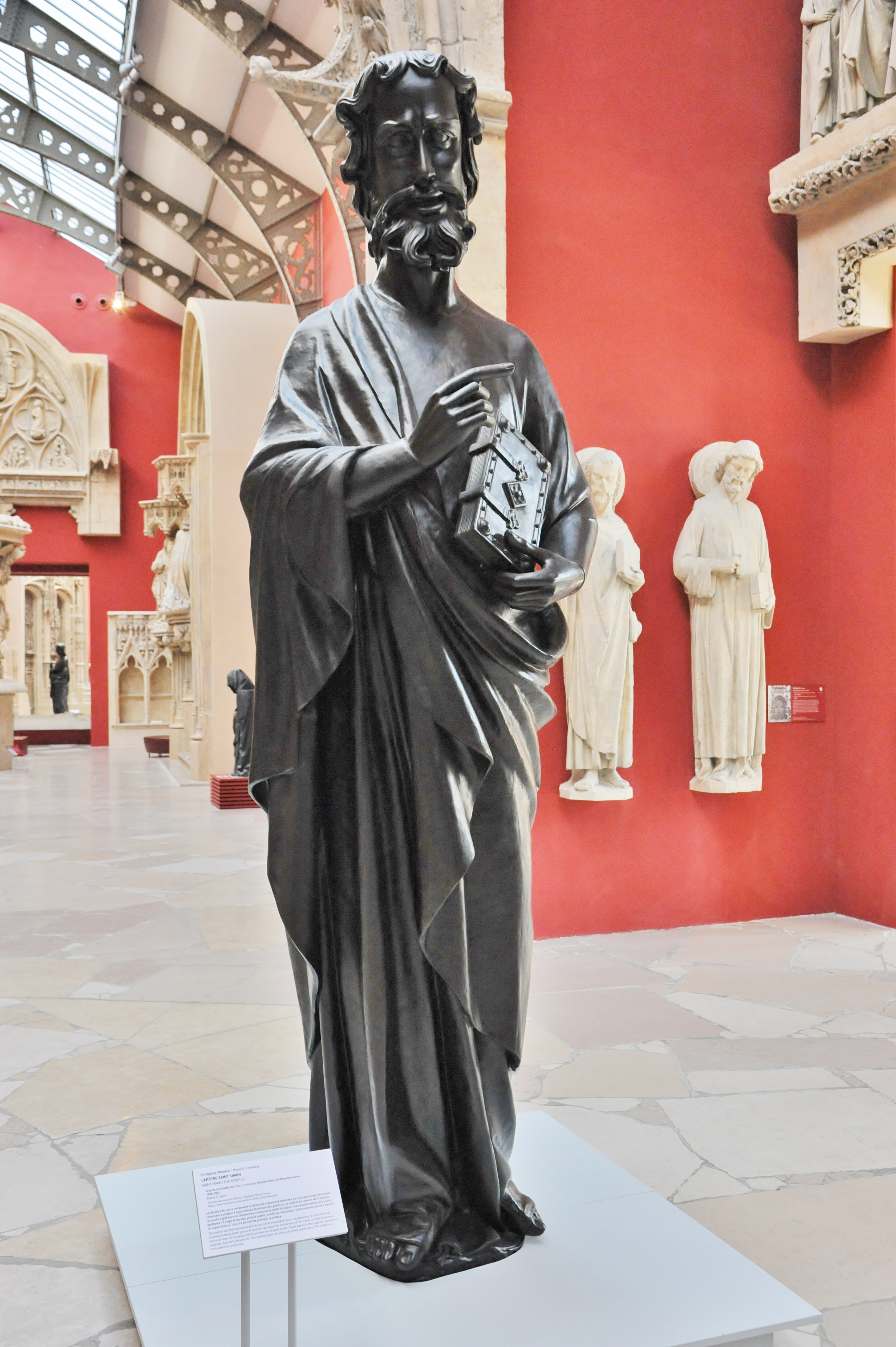
Simon
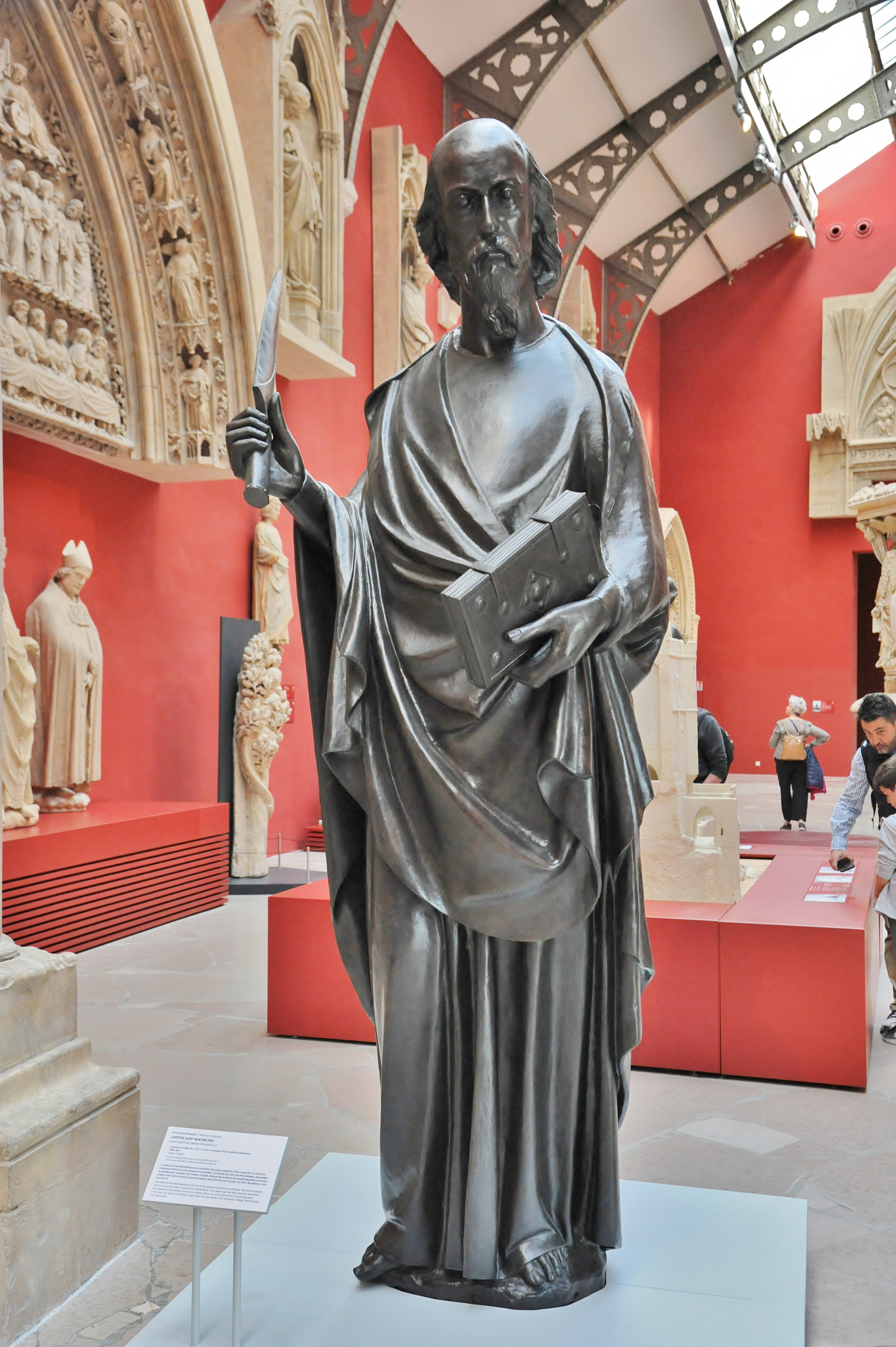
Barthélémy
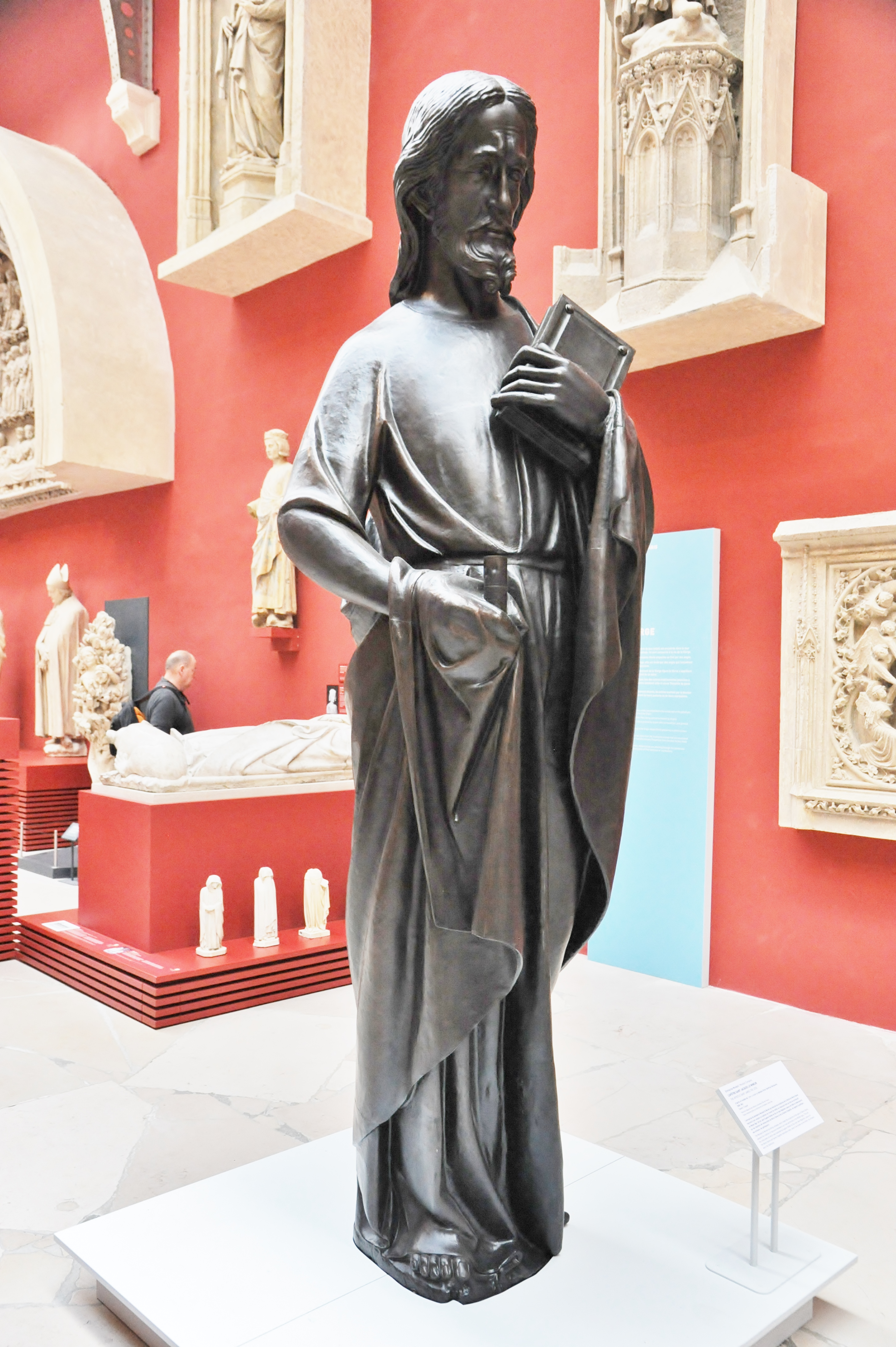
Jacques le Mineur

#### Coq
Le coq en cuivre repoussé situé au sommet de la flèche, d'un poids d'environ 30 kg, également œuvre d'Adolphe-Victor Geoffroy-Dechaume, contient trois reliques : une petite parcelle de la Sainte Couronne, une relique de saint Denis et une de sainte Geneviève. Le morceau de la Sainte Couronne est installé par Viollet-le-Duc en 1860. Après la restauration du coq en 1935, il y est replacé par le cardinal Verdier, archevêque de Paris.
Le 16 décembre 2023, un nouveau coq est installé au sommet de la flèche après avoir été béni par Laurent Ulrich, archevêque de Paris. Cette sculpture dorée, réalisée par l'architecte Philippe Villeneuve, renferme les mêmes reliques que l'ancien coq mais aussi les noms des 2000 personnes qui ont participé à la reconstruction de l'édifice. L'ancien coq est désormais conservé au musée de la cathédrale.

Coq de la flèche de Notre-Dame
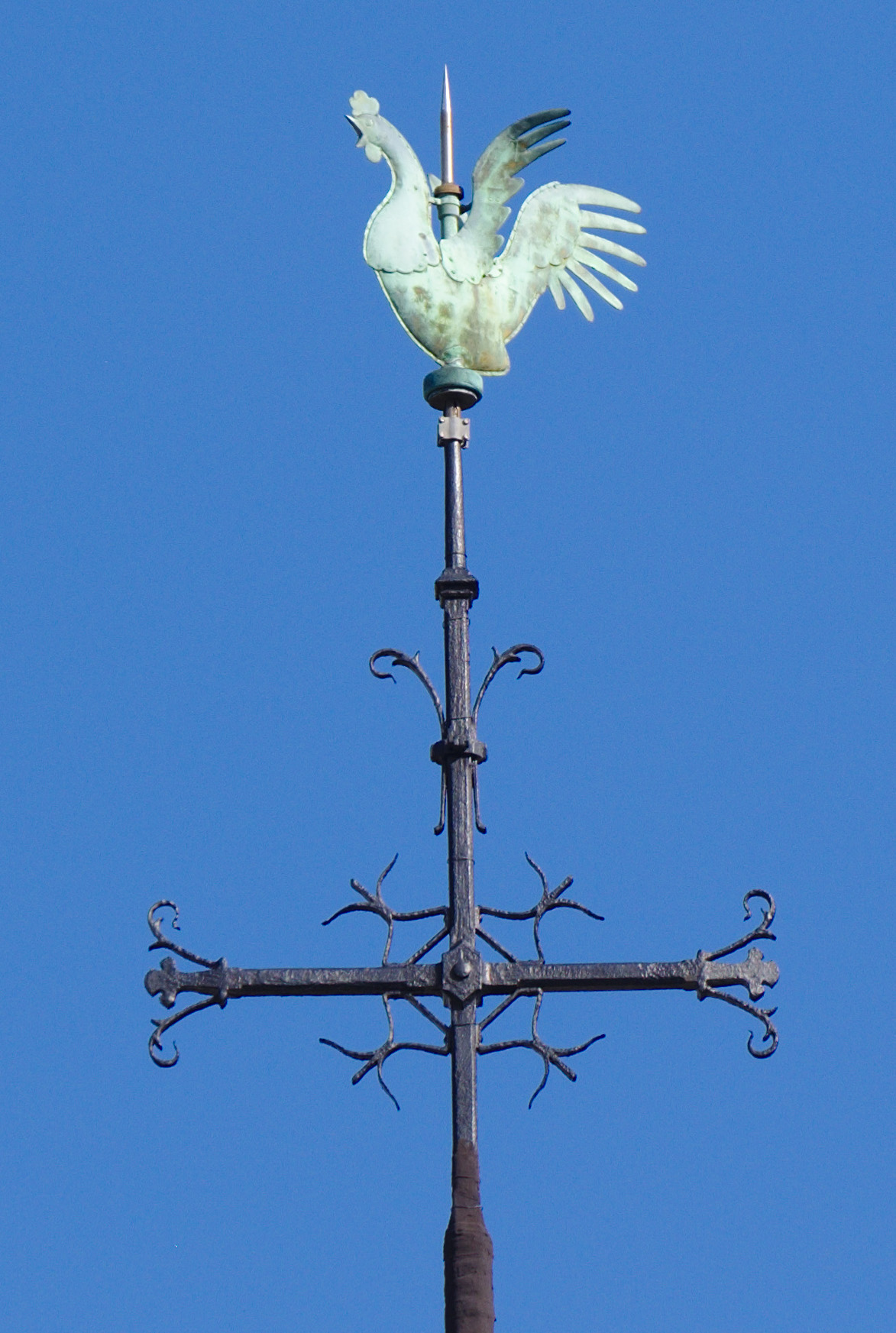
Le coq d'origine surmontant la croix.
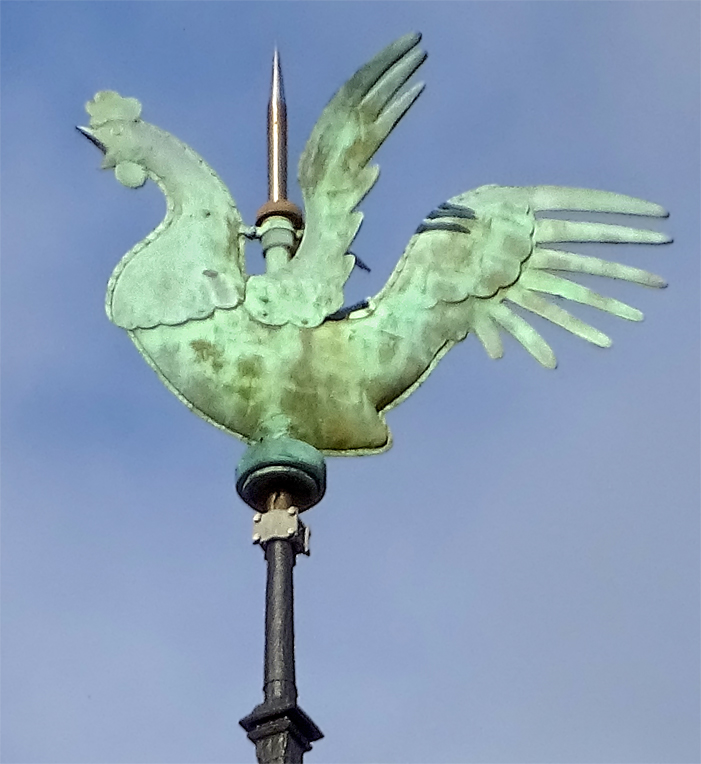
Détail du coq.
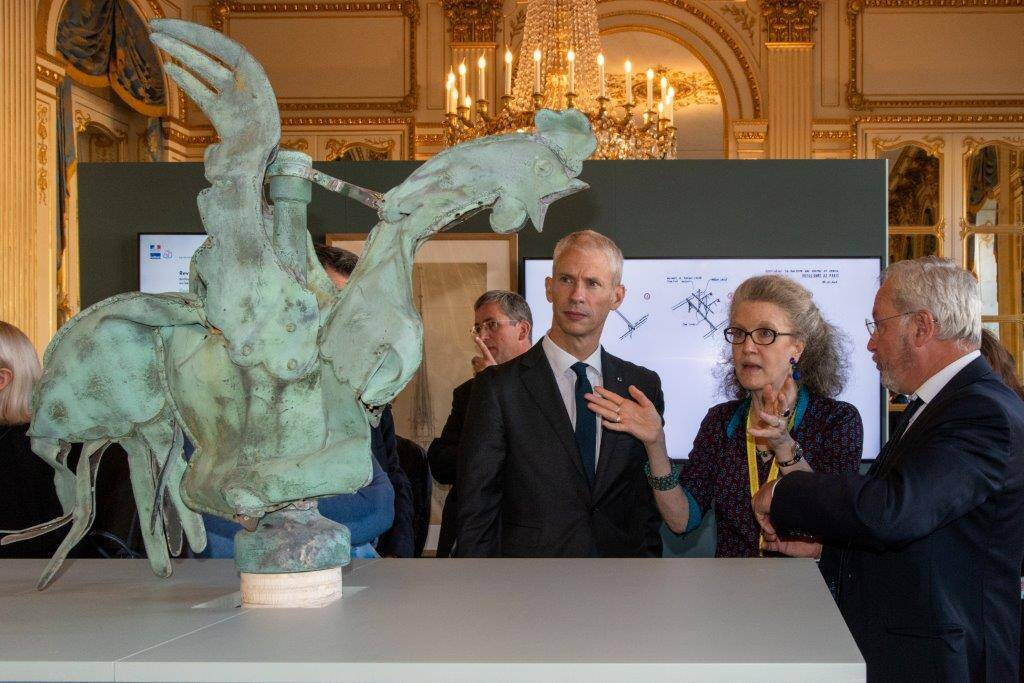
Le coq exposé au ministère de la Culture après l’incendie.
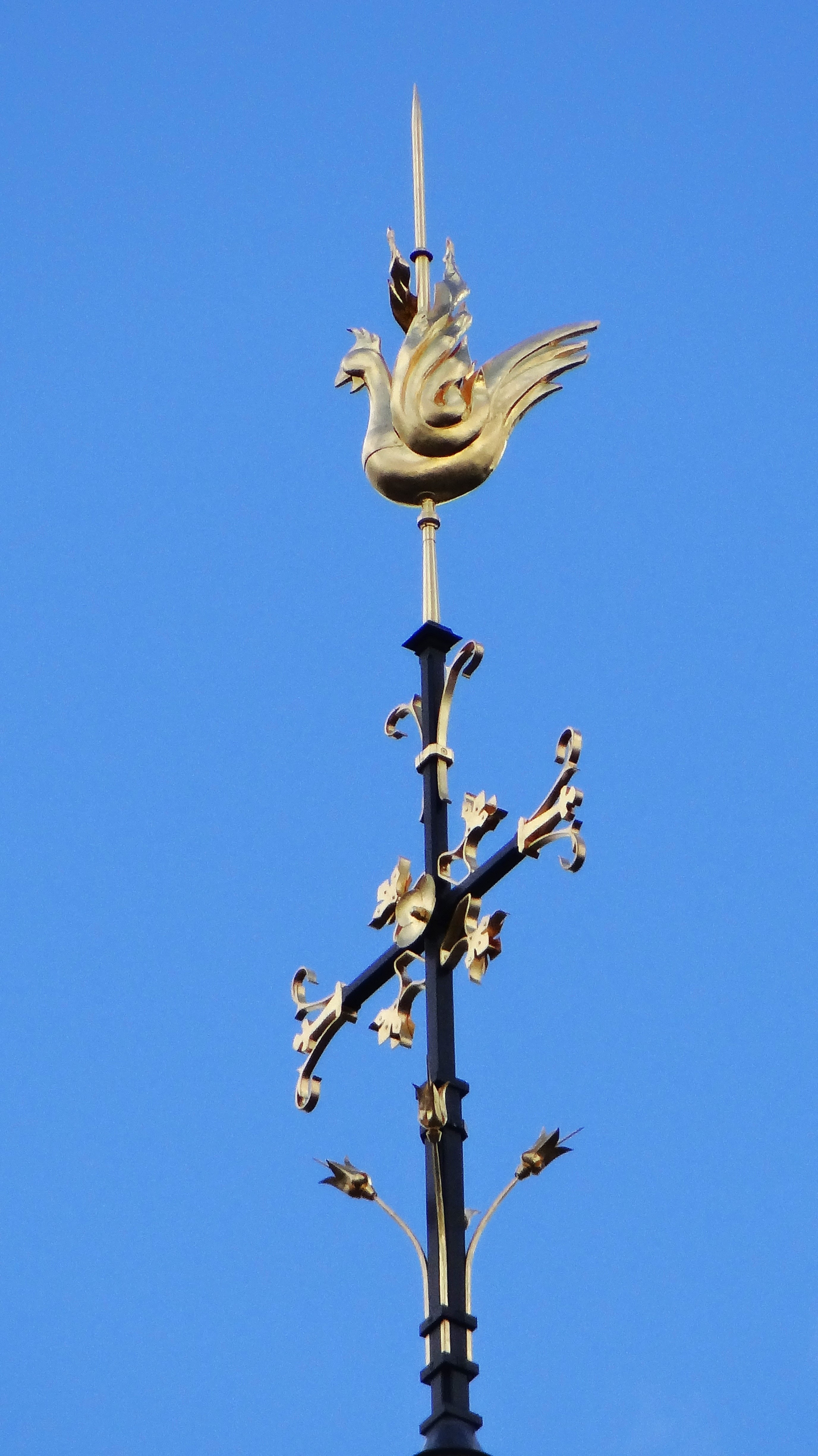
Le nouveau coq en 2024.

### Usages
En 1999, des militants escaladent la flèche pour commémorer le soulèvement tibétain de 1959, comme l'avait fait l'alpiniste Chantal Mauduit en 1997. Sylvain Tesson en fait l'ascension une centaine de fois dans les années 1990.
Jusqu'à sa chute, la flèche est un point du réseau géodésique français.

### Travaux de restauration
Dans le cadre d'un programme global de restauration de la cathédrale d'une durée de dix ans et dont le coût était estimé à 60 millions d'euros, une opération de travaux de restauration de la flèche débute le 11 avril 2019 par la dépose, à l'aide d'une grue de 80 mètres, des seize statues transportées dans l'entreprise périgourdine Socra, à laquelle a été confiée la restauration financée par le mécénat,. Elles doivent être restaurées deux à deux en atelier, alors que les quatorze autres devaient trouver place dans le chœur de la cathédrale pour y être exposées pendant les travaux de restauration de la flèche, dont la durée prévue était de trois ans pour un coût de 11 millions d'euros.
La restauration de la cathédrale dans les années 1990 n'avait concerné que la façade occidentale. La flèche n'avait pas fait l'objet de travaux depuis 1935-1937. Or, plus de 160 altérations repérées sur l'édifice ont rendu sa restauration indispensable. Des cassures, déchirures, soulèvement de plaques, fissures sur les soudures ont altéré l'étanchéité de sa couverture de plomb, mettant en péril l'intégrité de sa charpente.
En outre, la couverture de plomb devait, comme les statues, faire l'objet de prélèvements et d'analyses pour déterminer la nature de la pellicule qui les recouvre, aucune information n'ayant été retrouvée dans les documents relatifs aux travaux de restauration précédents. La maîtrise d'ouvrage de l'opération a été confiée au service de la Conservation régionale des monuments historiques au sein de la direction régionale des Affaires culturelles d'Île-de-France et la maîtrise d'œuvre à l'architecte en chef des monuments historiques, Philippe Villeneuve. Des travaux de même ampleur sur la flèche devaient être ensuite programmés tous les 80 ans.

### Destruction par incendie
Le 15 avril 2019, vers 18 h 50, un incendie se déclare dans la charpente de la cathédrale. Rapidement, le feu se propage à l'ensemble du toit. La chaleur, estimée à plus de 800 °C, fait fondre le plomb enveloppant l'armature en bois de la flèche, qui ne tarde pas à s'enflammer à son tour. Puis l'incendie émet des fumées toxiques et de nombreuses particules. Pour prévenir tout risque d’intoxication, les habitations voisines sont évacuées.
La partie haute de la flèche s'effondre vers 19 h 45. Sa chute provoque la destruction d'une partie des voûtes de la nef, notamment celle de la quatrième travée. L'effondrement de la partie basse sur elle-même entraîne la destruction de la croisée du transept.
Les seize statues entourant la flèche avaient été déposées quatre jours auparavant, le 11 avril 2019, et envoyées à la Socra pour restauration,. Elles ne sont donc pas affectées par l'incendie. Le coq situé au sommet de la flèche s'en détache lors de la chute. D'abord cru perdu, il est retrouvé le lendemain de l'incendie. Abîmé, il est confié lui aussi à la Socra. La dépose du reliquaire était programmée pour juin 2019.

La flèche lors de l’incendie du 15 avril 2019 et cinq ans plus tard
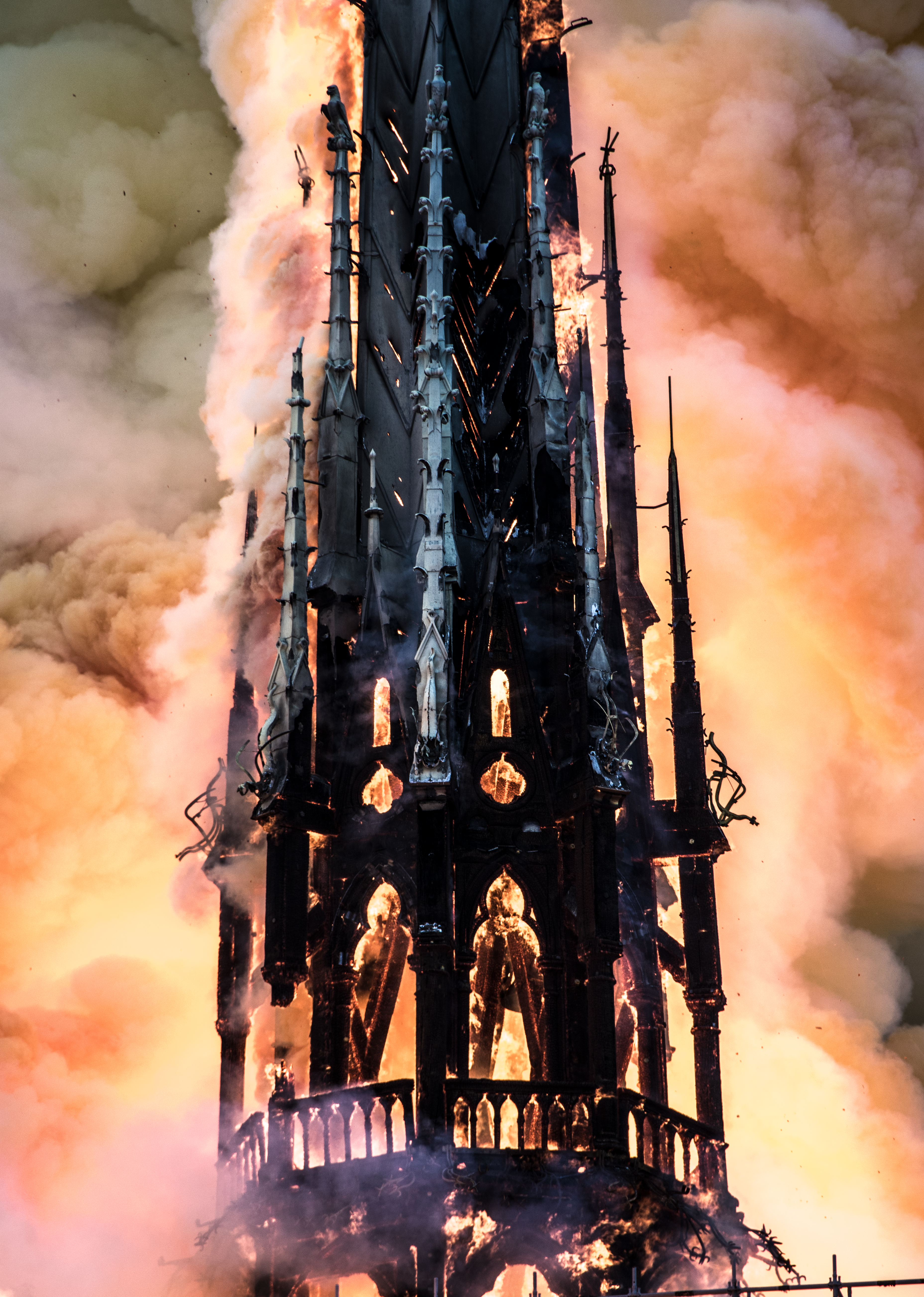
La flèche en feu, entourée d’un fort dégagement de fumée.
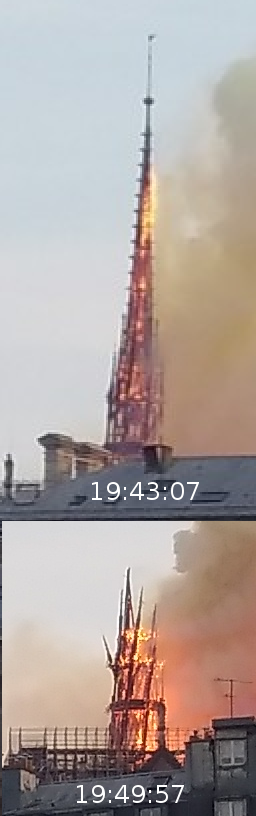
La flèche juste avant et juste après son effondrement.
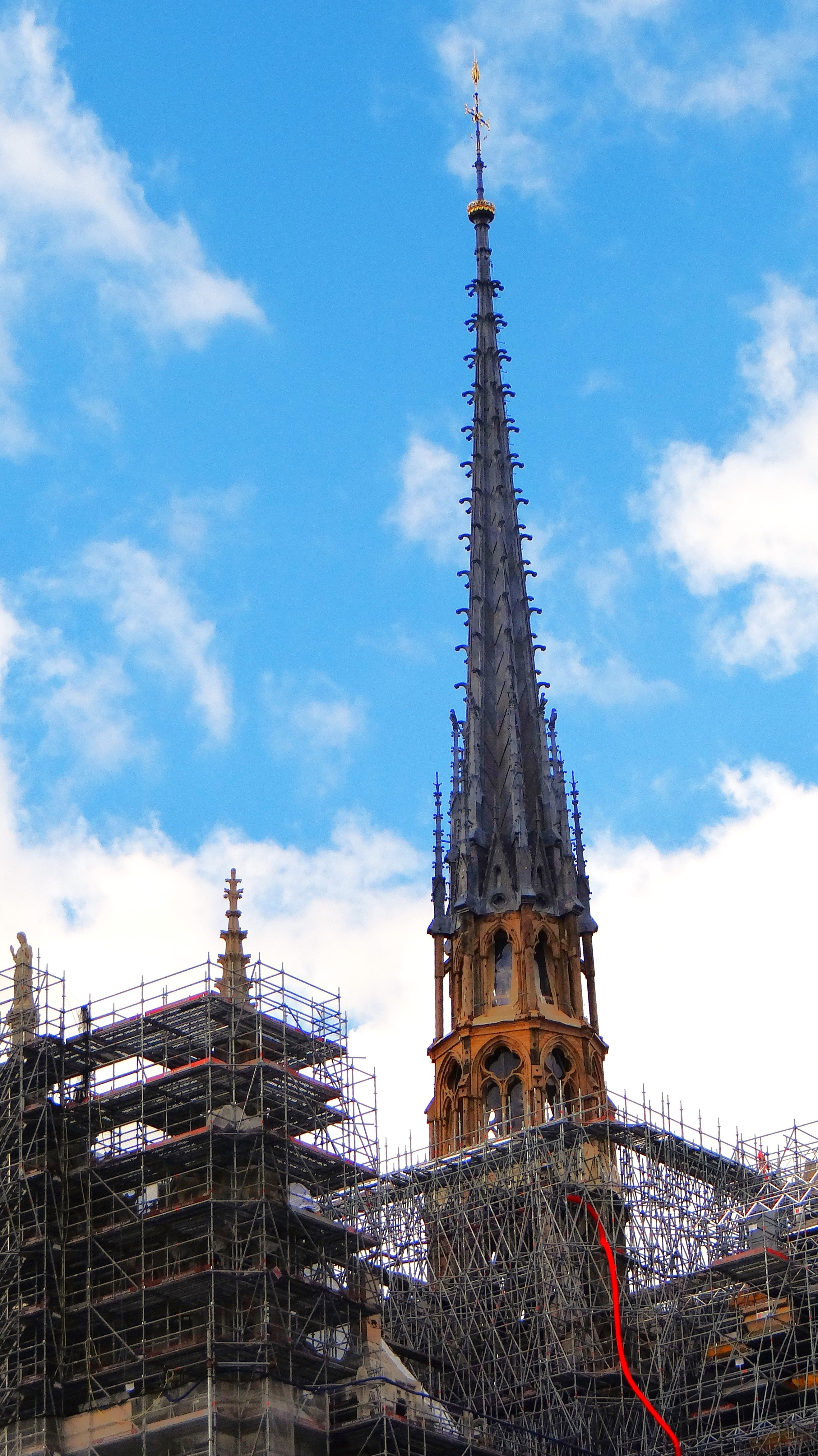
La nouvelle flèche de Notre-Dame de Paris en mars 2024.

## Flèche contemporaine

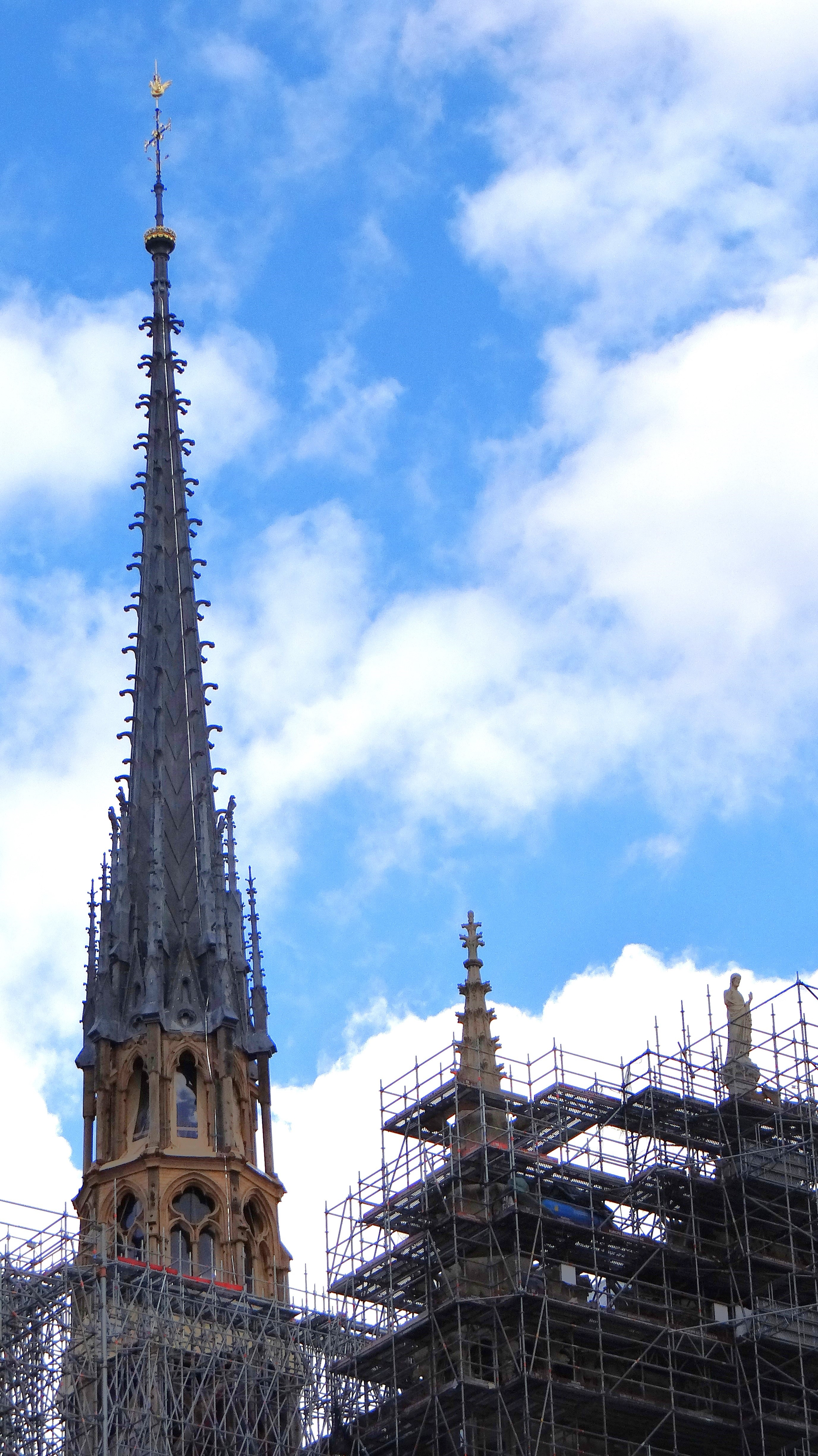
La nouvelle flèche de Notre-Dame de Paris en mars 2024. La couverture des étages bas n’étant pas encore posée, la charpente de bois est apparente.

Le 17 avril 2019, le Premier ministre, Édouard Philippe, annonce le lancement d'un concours international d'architecture pour décider s'il faut réédifier la flèche de Notre-Dame et, dans l'affirmative, pour définir la nature de cette reconstruction : à l'identique de celle de Viollet-le-Duc ou d'une structure inédite.
L’architecte Jean Nouvel appelle à ce que la flèche de Viollet-le-Duc soit reconstruite à l’identique, estimant que celle-ci « fait partie des choses intangibles de la cathédrale ». À l’inverse, Roland Castro déclare dans un premier temps ne pas être contre une flèche nouvelle, puis opte également pour une reconstruction à l'identique,. Dans les semaines qui suivent l’incendie, plusieurs agences d’architecture émettent des propositions novatrices pour reconstruire la flèche,, le chantier de reconstruction de la flèche de la basilique Saint-Denis pouvant servir de modèle à celui de Notre-Dame.
Le 9 juillet 2020, il est annoncé que le président Emmanuel Macron a acquis « la conviction » qu'il faut restaurer la flèche à l'identique de son état avant l'incendie,. Le concours d'architecture est alors abandonné, suscitant les critiques d'architectes qui dénoncent une décision « conservatrice » et « populiste » du chef de l'État.
La flèche contemporaine, qui reconstitue la flèche de Viollet-le-Duc, est reconstruite selon les mêmes plans. Les travaux s'achèvent à la fin de l'année 2023. Le démontage de l'échafaudage de 600 tonnes a lieu en février 2024, dévoilant la nouvelle flèche,.

## Dans la culture populaire

### Peinture
Entre 1909 et 1910, le peintre Robert Delaunay réalise une série de tableaux et d’aquarelles autour de la flèche de la cathédrale, qu’il associe à l’idée de la locomotion aérienne. Il signe plusieurs œuvres représentant la flèche vue d’en haut, derrière laquelle on aperçoit les ponts de Paris.

La flèche dans la peinture de Robert Delaunay
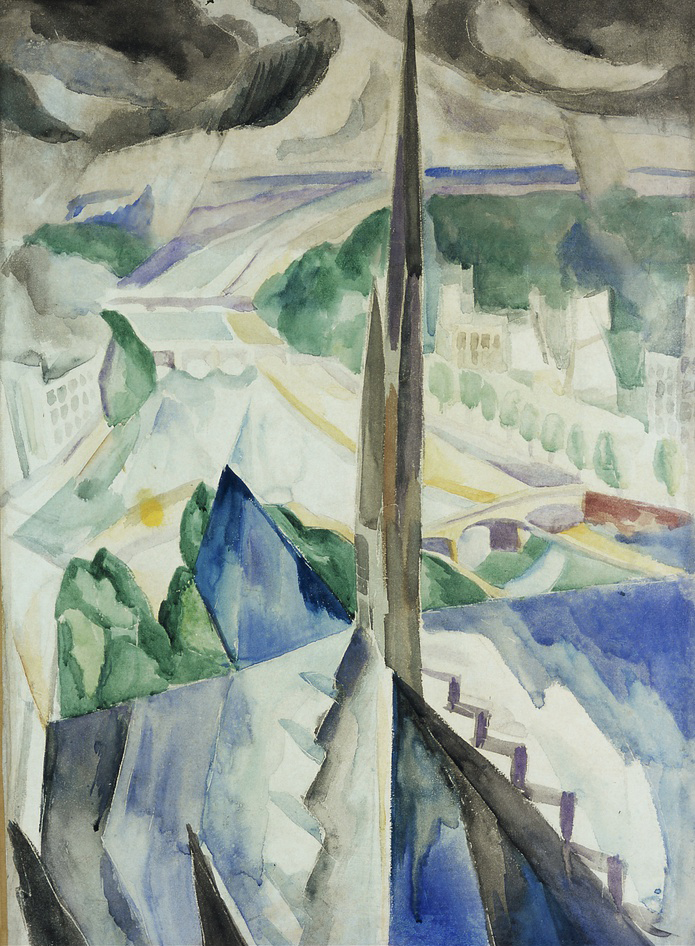
La Flèche de Notre-Dame (1909), musée de Grenoble.
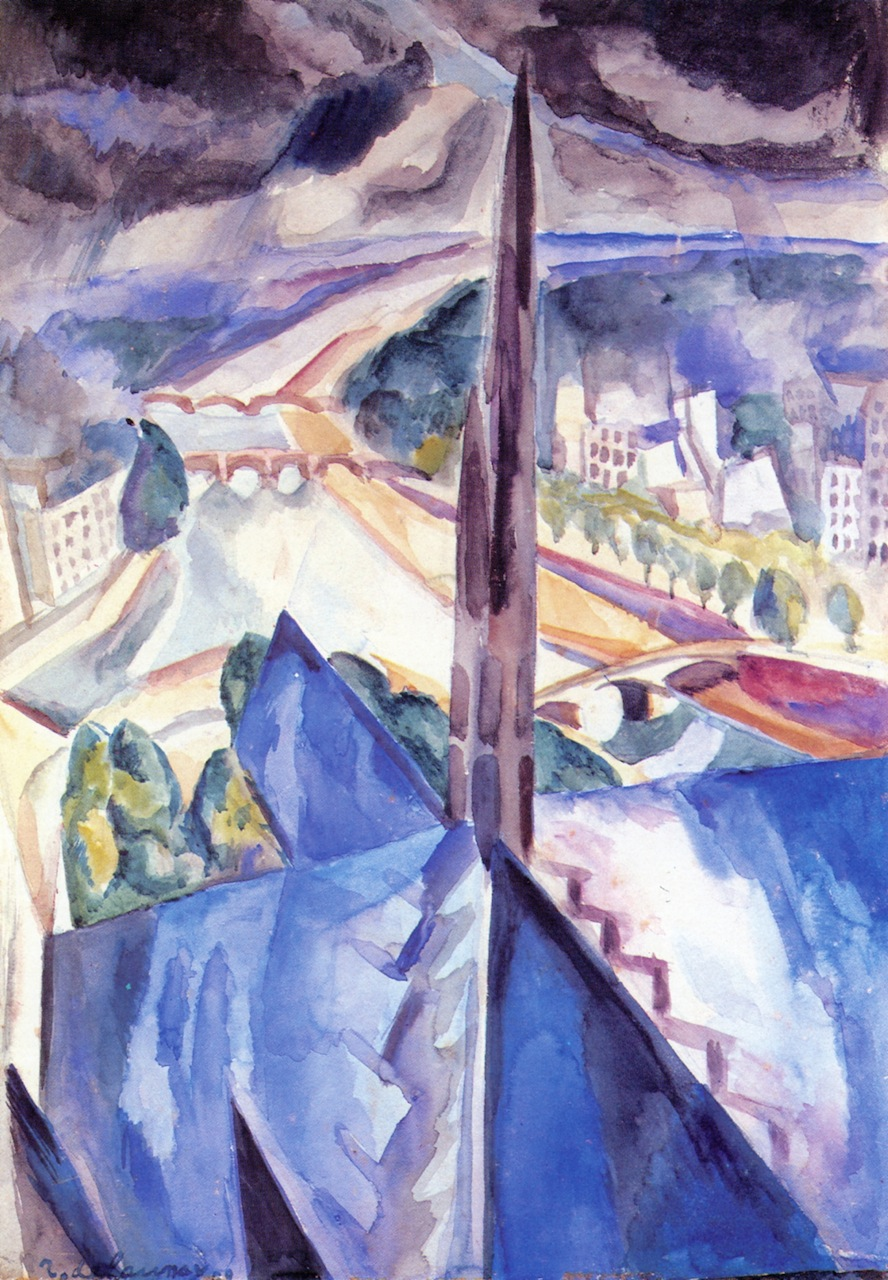
La Flèche de Notre-Dame (1909), collection particulière.
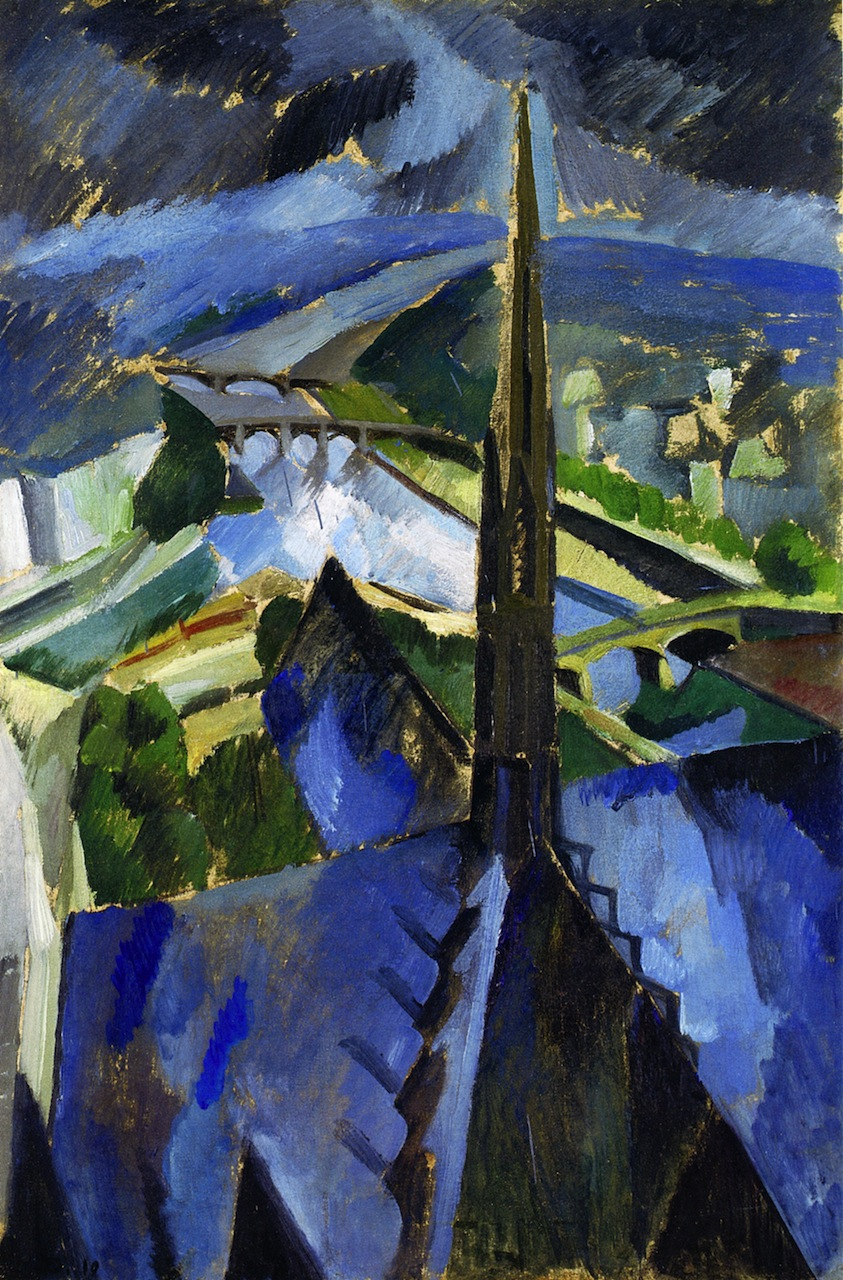
La Flèche de Notre-Dame (vers 1909-1910), collection particulière.

### Chanson
La flèche est mentionnée dans les paroles de la chanson de 1952 Notre-Dame de Paris, écrite par Eddy Marnay, composée par Marc Heyral et créée et interprétée par Édith Piaf : « […] Henri Quatre / Verdâtre / Aime sous son verre de gris / La vieille flèche / Qui lèche / Le plafond gris de Paris […] ».

### Jeu vidéo
La flèche de Viollet-le-Duc apparaît dans le jeu vidéo d'action-aventure et d'infiltration Assassin's Creed Unity, développé par Ubisoft Montréal et sorti en 2014. L'édifice y est représenté de manière assez détaillée et il est possible pour les joueurs d'y faire gravir le personnage par l'extérieur. L'intrigue et l'action se déroulant durant la Révolution française, la présence de cette flèche du XIXe siècle dans le jeu est cependant un anachronisme, assumé par la créatrice principale du décor du jeu, car, selon elle, aurait été décevante pour les joueurs une représentation de la flèche d'origine, qui à cette époque était endommagée et sur le point d'être démantelée.

### Cinéma et télévision
Dans Le Bossu de Notre-Dame, sorti en 1996, Quasimodo escalade la flèche en chantant Rien qu’un jour. La représentation de la flèche de Viollet-le-Duc dans le film d’animation des studios Disney constitue également un anachronisme, l’intrigue se déroulant en 1482.